# Personaggi di Naruto

Immagine dalla sigla di Naruto: Shippuden

Questa è la lista dei personaggi di Naruto, manga scritto e disegnato da Masashi Kishimoto. Gli stessi compaiono anche nella serie televisiva anime e in tutti i media derivati. La trama segue le avventure e le vicissitudini del giovane Naruto Uzumaki, il quale, partendo da ninja inetto e diventando via via più forte, cerca di cambiare il suo mondo, inseguendo il sogno di diventare hokage. Nell'elenco che segue, essi sono inseriti secondo l'ordine di apparizione nel manga.

## Villaggio della Sabbia

### Kankuro
Kankuro (カンクロウ?, Kankurō) è un ninja del Villaggio della Sabbia, membro del Team Baki e fratello di mezzo di Temari e Gaara. Ha i capelli castano scuro e gli occhi neri. Indossa una tuta integrale nera con cappuccio e ha il viso dipinto con motivi kabuki viola che cambiano a ogni saga. Porta sempre con sé le sue marionette o i rotoli per evocarle, dal momento che basa le sue tecniche di combattimento su di esse. Cresciuto senza madre, con un padre freddo ed autoritario ed un fratello instabile che teme (anche per le tante minacce di morte da parte di Gaara) e che per questo odia, egli intrattiene rapporti esclusivamente con la sorella Temari. A causa della sua difficile situazione familiare, ha imparato sin da piccolo a badare a se stesso e si mostra come un ragazzo cinico e pungente per nascondere l'odio verso il padre e la paura del fratello.

Cambiamento della pittura facciale di Kankuro. Da sinistra in sequenza, il motivo della prima serie, quello utilizzato durante la quarta grande guerra ninja e quello della seconda serie.

Partecipa agli esami di selezione dei Chūnin, insieme al suo team. Nei preliminari della terza prova, affronta e sconfigge Misumi Tsurugi e poi, durante la terza prova, è costretto ad affrontarsi con Shino Aburame, anche se decide di rinunciare allo scontro. Dopo l'invasione della Sabbia e del Suono, Kankuro tenta di fuggire insieme al fratello, ma viene fermato da Shino con cui ingaggia un durissimo combattimento che si concluderà con la vittoria dell'avversario. Viene salvato da Temari e scappa con lei e Gaara. Dopo questa vicenda riappare in aiuto dei ninja della Foglia contro il Quartetto del Suono, sconfiggendo Sakon e Ukon. Nella seconda parte del manga, Kankuro è diventato un Jōnin e ha migliorato il rapporto col fratello. Dopo il rapimento di Gaara, avvenuto per mano di Deidara e Sasori, Kankuro affronta quest'ultimo, ma viene sconfitto e avvelenato dalle armi dell'avversario. In seguito viene guarito da Sakura Haruno e consegna a Kakashi un pezzo di tessuto dei vestiti di Sasori, dando modo al ninja della Foglia di far annusare il frammento di tessuto ai suoi cani e di trovare il nemico. Diviene poi guardia del corpo di Gaara e capitano della squadra d'assalto durante la quarta grande guerra ninja, scontrandosi con Sasori, Deidara e poi Hanzo.. Anni dopo la fine della guerra, accompagnerà il fratello al Villaggio della Foglia in occasione del summit dei Kage.
Kankuro è specializzato nella Tecnica del Marionettista (傀儡の術?, Kugutsu no jutsu) e possiede tre marionette: Kuroari, Karasu e Sanshōuo, costruite da Sasori. Kuroari (黒蟻? lett. formica nera) è una marionetta creata per imprigionare l'avversario, Karasu (烏? lett. corvo) è adibita ad azioni d'attacco ed è riempita completamente di armi cosparse di un potente veleno e Sanshōuo (山椒魚? lett. salamandra), invece, è una marionetta molto resistente progettata per la difesa. Kankuro riesce a manovrare le marionette con dei fili di chakra che riesce a staccare e riattaccare con grande facilità. La sua mossa più forte è la Tecnica Nera Segreta (黒秘技?, Kurohigi): colpo finale con cui intrappola il nemico con Kuroari e lo trafigge da tutti i lati con le armi di Karasu rimanendo al sicuro con Sanshōuo. Kankuro è inoltre in grado di utilizzare i suoi fili di chakra sui suoi avversari per qualche secondo, come fa la prima volta che incontra Naruto per farlo inciampare. A queste poi si aggiungeranno la marionetta di Sasori e Madre e Padre. È doppiato da Yasuyuki Kase da Luca Bottale e Gianfranco Miranda (ep. 319, 321, 340).

### Temari
Temari (テマリ?), in seguito Temari Nara (奈良 テマリ?, Nara Temari), è una ninja del Villaggio della Sabbia, membro del Team Baki e sorella maggiore di Kankuro e Gaara. Ha la pelle chiara, i capelli biondo sporco raccolti in quattro codini e gli occhi verde scuro. Temari è una persona schietta e prudente, che non ha paura di dire ciò che pensa. Ha imparato sin da bambina a badare a se stessa e probabilmente, il difficile clima familiare in cui è cresciuta ha influito sul suo carattere che spesso è cinico e pungente. Dopo qualche tempo però, Temari migliora i suoi rapporti con Gaara diventando una sua fidata collaboratrice alla guida del villaggio come Jōnin. Appare spesso in compagnia di Shikamaru Nara. Inizialmente, i due sono avversari, ma in seguito instaurano un rapporto di amicizia basato su stima reciproca.

Ventaglio di Temari

Partecipa agli esami di selezione dei Chūnin, insieme al suo team. Nei preliminari della terza prova, affronta e sconfigge facilmente Tenten e poi, durante la terza prova, è costretta ad affrontare Shikamaru, vincendo per la resa dell'avversario nonostante quest'ultimo fosse in vantaggio. In seguito all'invasione della Sabbia e del Suono, Temari soccorre Gaara e fugge dal Villaggio insieme a Kankuro. Dopo che i rapporti tra il Villaggio della Foglia e quello della Sabbia si risanano, Temari salva Shikamaru da Tayuya, sconfiggendo la ninja del Suono. Nella seconda parte del manga, Temari diventa un Jōnin e guardia del corpo del fratello Gaara, oltre che ambasciatrice del Villaggio della Sabbia. Temari sarà anche a capo, assieme a Kankuro, del gruppo che andrà al salvataggio di Gaara. In seguito riappare nel manga per scortare Gaara, sino alla riunione dei cinque Kage, durante il quale affronta Sasuke Uchiha insieme ai suoi fratelli. Viene inoltre arruolata nella Quarta divisione durante la quarta grande guerra ninja. Durante la guerra affronta prima il terzo Raikage e poi Madara Uchiha. Alcuni anni dopo la fine della guerra, sposerà Shikamaru Nara, dal quale avrà un figlio, Shikadai.
Porta sulla schiena un enorme ventaglio, che usa come potente arma ninja, con cui combatte a distanza; Temari tramite tale ventaglio è in grado di generare vortici e tornado, di usare il ventaglio come mezzo di trasporto volante e infine di richiamare, spargendo il suo sangue sul ventaglio, una donnola che genera raffiche di vento potentissime in grado di spazzare via una foresta in pochi istanti. Dimostra inoltre di possedere ottime capacità di analisi e calcolo che le tornano utili durante i combattimenti. È doppiata in originale da Romi Paku e in italiano da Cristiana Rossi.

### Baki
Baki (バキ?) è il maestro di Gaara, Kankuro e Temari, oltre ad essere uno dei Jōnin più abili del Villaggio della Sabbia. Si è diplomato all'Accademia a 8 anni, ed è stato promosso Chūnin a 12. Appare per la prima volta durante gli esami di selezione dei Chunin. Il suo aspetto è caratterizzato dalle bende che porta intorno alla testa e dal velo che gli copre metà viso. Ha molta fiducia nelle abilità dei suoi allievi, nonostante sostenga che Kankuro non prenda troppo seriamente la battaglia. Tuttavia è seriamente preoccupato per l'instabilità mentale di Gaara e allarmato riguardo alla sua capacità di controllare il Demone Tasso. Si scontra con Hayate Gekko, dopo averlo sorpreso ad origliare una conversazione riguardo al complotto contro il Villaggio della Foglia, uccidendolo. Successivamente, Baki conduce la battaglia contro i ninja della foglia allo stadio durante l'invasione.
Dopo la scoperta che Orochimaru aveva ingannato non solo lui ma tutto il Villaggio della Sabbia, Baki diverrà uno dei maggiori sostenitori dell'alleanza con il Villaggio della Foglia. Guida poi la difesa del villaggio durante l'attacco di Deidara e soccorrerà Kankuro dopo che verrà sconfitto da Sasori.
È capace di utilizzare la materializzazione del vento del chakra e la tecnica della Spada di Vento (風の刃?, Kaze no Yaiba), capace di tagliare con facilità gli oggetti e difficilmente bloccabile. Durante lo scontro con Hayate si dimostra più veloce ed esperto dell'avversario uccidendolo con un solo colpo. È doppiato da Joji Nakata e in italiano da Giorgio Bonino e Massimiliano Plinio (ep. 307-320).

### Rasa
Rasa (羅砂?, Rasa) era il Quarto Kazekage, il marito di Karura e padre di Temari, Kankuro e Gaara. Somigliava moltissimo al figlio minore, anche se aveva i capelli di un rosso più spento e gli occhi neri invece che color acqua. Durante il suo governo, a causa del taglio di fondi ad opera del Daimyō del Paese del Vento, che si avvaleva di ninja del Villaggio della Foglia, il villaggio attraversò un periodo di depressione. Per contrastare questa situazione, ordinò a Chiyo di sigillare il Demone Tasso (化け狸?, Bakedanuki) dentro Gaara, così da poterlo usare come arma segreta. Come risultato però, sua moglie Karura muore di parto e Gaara nasce prematuro nonostante tutti i suoi sforzi per salvarla. In seguito assegnerà al cognato Yashamaru il compito di custode del figlio, decidendo però di ucciderlo dopo che Gaara mostrò segni di instabilità mentale, ma nessuno dei tentativi andò a buon fine.
Si alleò con Orochimaru per attaccare il Villaggio della Foglia, a causa del declino economico in cui versa il suo villaggio a causa di quest'ultimo, ma fu tradito e assassinato proprio da Orochimaru, che ne assume quindi l'identità, così da poter manipolare i ninja della sabbia. In seguito suo figlio, Gaara, prenderà il comando del villaggio come quinto Kazekage. Viene poi resuscitato da Tecnica della Resurrezione di Kabuto Yakushi ed arruolato per la quarta grande guerra ninja, durante la quale affronta Gaara, venendo sconfitto e sigillato. Prima di essere sigillato rivela al figlio che la sua forza non veniva dal demone, ma da sua madre, che lo ha sempre amato, e che aveva ordinato lui a Yashamaru di mentirgli per metterlo alla prova.
Possiede l'abilità innata dell'Arte del Magnetismo (磁遁?, Jiton) riuscendo a controllare la Polvere d'Oro (砂金?, Sakin) in modo molto simile a Gaara, riuscendo ad evocarne una buona quantità nelle sue vicinanze. Durante l'utilizzo attorno ai suoi occhi compaiono segni neri come a suo figlio. È un ottimo osservatore ed ha uno stile di combattimento molto simile al figlio. Usa la polvere d'oro per attacchi veloci e difese impenetrabili. Visto che la polvere d'oro è molto più pesante della sabbia normale, Rasa è in grado di bloccare e controllare lo Shukaku, nel caso si liberi, mischiando la polvere e la sabbia del demone. È doppiato da Masahiko Tanaka e in italiano da Andrea Lavagnino (ep. 296-297) e Gianluca Iacono (ep. 451 e 482).

### Karura
Karura (加琉羅?) era la moglie di Rasa e madre di Temari, Kankuro e Gaara. Aveva i capelli castani chiari di media lunghezza e gli occhi indaco tendenti al violetto. Contro la sua volontà, suo marito costrinse Chiyo a sigillare il Demone Tasso dentro il figlio che doveva ancora nascere. Morì dando alla luce Gaara e maledicendo il Villaggio della Sabbia, sperando che suo figlio vendicasse la sua morte e l'orrore che aveva dovuto vivere. Gaara in seguito scoprì che né lei e né suo zio lo hanno odiato. Karura, infatti, amava profondamente il figlio e giurò che lo avrebbe sempre protetto, per questo la sabbia di Gaara lo difende sempre. È doppiata da Yukari Oribe e Giulia Franceschetti.

### Yashamaru
Yashamaru (夜叉丸?) era un ninja medico, fratello minore di Karura e quindi zio di Temari, Kankuro e Gaara. Somigliava molto alla sorella. È stata l'unica persona a cui Gaara abbia voluto veramente bene durante l'infanzia. Yashamaru tradisce la fiducia del ragazzo quando tenta di assassinarlo, per ordine del Kazekage. Gaara possiede all'interno del suo corpo il Demone Monocoda (一尾?, Ichibi) e, per questo motivo, viene considerato un pericolo per l'intero villaggio. Reagendo all'attacco, Gaara ferisce molto gravemente Yashamaru che, in fin di vita, gli rivela di non averlo mai amato. L'uomo infatti considera il nipote come colui che ha ucciso l'amata sorella. Infine Yashamaru si suicida con degli esplosivi, cercando di uccidere anche Gaara. È doppiato da Sōichirō Hoshi e in italiano da Claudio Beccari, Alessandro Campaiola (ep. 297) e Patrizio Prata (ep. 388, 452 e 481).

### Yura
Yura (由良?, Yūra) era il consigliere del Quinto Kazekage e spia dell'Organizzazione Alba. Yura era un Jōnin originario del Villaggio della Sabbia, il quale per quattro anni fece parte del consiglio. Dopo la nomina di Gaara come Quinto Kazekage, divenne uno dei suoi consiglieri più fidati. Prima di diventare consigliere è stato reso da Sasori una spia tramite un dispositivo impiantato nel suo cervello, il quale gli causa numerosi dolori alla testa. Poco prima dell'arrivo di Sasori e Deidara al Villaggio della Sabbia, si reca alle porte del Villaggio e, dopo aver ucciso i guardiani, apre il cancello principale permettendo a Sasori e Deidara di entrare nel Villaggio e rapire il Kazekage. Viene in seguito trasformato da Alba in una replica di Itachi Uchiha controllata dallo stesso Uchiha e utilizzato per far perdere tempo al Team 7 di Kakashi Hatake e la vecchia Chiyo, i quali stavano giungendo al nascondiglio di Alba per salvare il Kazekage. Il suo cadavere viene mangiato da Zetsu. È doppiato da Hideo Ishikawa e Paolo Sesana.

### Chiyo
Chiyo (チヨ?), soprannominata La vecchia Chiyo (チヨバア様?, Chiyo-baasama), è una dei due consiglieri del Villaggio della Sabbia insieme al fratello Ebizo, soprannominati gli Egregi fratelli (御姉弟?, Gokyōdai). È un abile marionettista ed è specializzata nelle arti mediche; è inoltre la nonna di Sasori.
Chiyo era piuttosto conosciuta per aver inventato diversi nuovi veleni e aver usato le proprie abilità durante la Seconda Guerra dei Ninja, ma fu sempre contrastata dall'esperta ninja medico Tsunade. In un periodo non precisato combatté con Hanzo la Salamandra e riuscì a contrastare e a capire i segreti del suo veleno. Dopo la morte di suo figlio per mano di Sakumo Hatake, Chiyo badò a suo nipote Sasori, insegnandogli tutte le sue tecniche e abilità. In seguito, dopo la fuga e il tradimento di Sasori, Chiyo fu costretta, per ordine del Kazekage, a sigillare il Demone Tasso dentro il corpo di Gaara. Dopo molti anni Baki si reca dai due anziani del villaggio, Chiyo ed Ebizo, informandoli dell'attacco di Sasori e richiedendo il loro aiuto. Così Chiyo si aggiunge al Team Kakashi, nel tentativo di fermare per sempre suo nipote Sasori, scontrandosi prima con una copia di Itachi Uchiha e poi, aiutata da Sakura Haruno, proprio con il nipote Sasori, che muore alla fine dello scontro. Dopo lo scontro con il nipote, Chiyo decide di resuscitare Gaara a costo della propria vita. In seguito, Chiyo viene resuscitata tramite la Tecnica della Resurrezione di Kabuto Yakushi durante la quarta grande guerra ninja, e messa in squadra con Hanzo, Kimimaro e Chukichi. Tornerà nell'aldilà dopo che la Tecnica della Resurrezione verrà annullata dallo stesso Kabuto.
Chiyo è specializzata nella Tecnica del Marionettista e possiede la collezione di dieci marionette di Chikamatsu che riesce a manovrare contemporaneamente. Ognuna di queste marionette ha alcune caratteristiche particolari, e alcune di queste possono effettuare dei ninjutsu. Si dice anche che Chiyo utilizzando proprio queste marionette sarebbe riuscita da sola ad espugnare un intero castello. Inoltre Chiyo è capace di utilizzare Padre e Madre (父と母?, Chichi to Haha), le prime marionette costruite da Sasori, modificate da Chiyo per combattere insieme; le loro braccia contengono scudi di chakra e se uniscono le loro mani possono creare un fascio di fili estremamente taglienti. Chiyo è anche un'ottima conoscitrice dei veleni e degli antidoti. È doppiata da Ikuko Tani e Caterina Rochira.

### Terzo Kazekage
Terzo Kazekage (三代目風影?, Sandaime Kazekage) veniva considerato il più forte Kazekage di tutta la storia del Villaggio della Sabbia. Scomparso misteriosamente alla fine della guerra, si è scoperto che è stato ucciso e trasformato da Sasori, il più abile marionettista al mondo, in una marionetta umana. Tale marionetta viene distrutta in seguito da Sakura Haruno durante il combattimento con Sasori.
Il Terzo Kazekage possedeva una speciale abilità che gli permetteva di trasformare il chakra in forza magnetica. Questa abilità unita alla tecnica di un precedente possessore del Demone Tasso gli permise di inventare la Sabbia Ferrifera (砂鉄?, Satetsu), una polvere composta da particelle di ferro e altri materiali metallici, tecnica temuta da tutto il villaggio e come ha detto la vecchia Chiyo è la tecnica più potente e temibile in assoluto. Con questa tecnica è possibile modellare la sabbia ferrifera in qualsiasi forma creando armi utili nel tipo di combattimento che si sta svolgendo.
Il Terzo Kazekage compare in carne ed ossa in un episodio dell'anime, resuscitato da Orochimaru con la Tecnica della Resurrezione (穢土転生?, Edo Tensei) per affrontare Sasori e Deidara. In questa occasione è costretto a battersi con la sua controparte in forma di marionetta, controllata da Sasori. Alla fine dello scontro si rifiuta di essere una pedina di Orochimaru e, dopo essersi liberato dal controllo di quest'ultimo, scompare per sempre, tornando nell'aldilà. È doppiato da Minoru Kawai e in italiano da Ivo De Palma (ep. 457).

### Pakura
Pakura (パクラ?) è una kunoichi riportata in vita dalla Tecnica della Resurrezione Impura di Kabuto Yakushi durante la Quarta grande guerra ninja. Ha i capelli verde scuro raccolti in una crocchia, con due ciocche arancioni intorno al viso, e gli occhi arancioni. Viene inserita in un team composto da Zabuza, Haku e Gari, con i quali attacca la terza divisione comandata da Kakashi Hatake. Durante lo scontro, lei e Gari verranno poi utilizzati per evocare la precedente generazione degli Spadaccini della Nebbia. Si scontra poi con l'ex-allieva Maki, venendo sigillata alla fine dello scontro.
Pakura possiede l'abilità innata della Vampa (灼遁?, Shakuton), con la quale riesce a fare evaporare l'acqua dal corpo avversario, riducendolo ad una vera e propria mummia essiccata. È doppiata da Yukari Oribe e Alessandra Karpoff.

## Villaggio della Nebbia

### Haku
Haku Yuki (雪 白?, Yuki Haku) è un Ninja traditore del Villaggio della Nebbia e compagno di Zabuza Momochi. Haku è stato sempre molto protettivo e devoto nei confronti del ninja che l'ha preso con sé, fino alla fine. Secondo Haku per diventare davvero forte bisogna avere una persona cara da proteggere. Sono nati molti dubbi riguardo al suo sesso, dati dal suo aspetto, ma Haku è, come afferma lui stesso quando lo dice esplicitamente a Naruto, un maschio. Haku viene infatti confuso da Naruto per una ragazza a causa del suo aspetto e volto androgino che lo fanno sembrare una ragazza più bella di Sakura a detta del giovane Uzumaki, oltre che per la sua personalità molto dolce.

Maschera da ninja inseguitore indossata da Haku

Haku nacque nel clan Yuki, in un villaggio del Paese dell'Acqua. La madre di Haku era dotata di un'abilità innata che cercò di nascondere sposandosi e dando alla luce Haku. Quando ormai il Paese dell'Acqua viveva in pace, Haku scoprì di aver ereditato l'abilità innata di sua madre e rivelò il loro segreto accidentalmente a suo padre, mentre stava giocando con il suo nuovo potere. Il padre, spaventato da questo potere e da quello che potessero essere sua moglia e suo figlio, radunò una piccola folla e uccise sua moglie. Avrebbe fatto la stessa cosa con Haku, ma lui, istintivamente per difendersi, uccise tutti con delle lance di ghiaccio. Dopo questo evento, Haku vagò per il Paese dell'Acqua da solo fino a quando non fu trovato da Zabuza, che lo prese con sé. Haku, da parte sua, accettò subito, mettendo la sua vita al servizio di Zabuza e diventando la sua arma segreta. Nel Paese delle Onde, Zabuza e Haku vengono assoldati da Gato per assassinare un uomo di nome Tazuna, responsabile della costruzione di un ponte nel Paese delle Onde. In questa circostanza salva Zabuza durante il suo primo scontro col Team 7, mandandolo in uno stato di morte apparente. In seguito si scontrerà con Naruto e Sasuke, ma morirà per mano di Kakashi nel tentativo di proteggere Zabuza. Zabuza, inizialmente, si mostra apparentemente non turbato dalla morte di Haku, ma quando Gato arriva con un piccolo esercito di mercenari per uccidere non solo gli altri ma anche lui, il ninja della nebbia afferra un kunai con i denti, dato che aveva le braccia fuori uso, ed uccide l'imprenditore. Kakashi lo porta morente accanto al corpo di Haku e, mentre chiede perdono a colui che non è stato solo un'arma nelle sue mani, ma anche una persona a cui ha tenuto veramente, una candida neve inizia a cadere dal cielo nonostante fosse piena estate.

Senbon utilizzati da Haku

Haku viene in seguito resuscitato da Kabuto Yakushi insieme a Zabuza con la Tecnica della Resurrezione Impura in occasione della quarta guerra dei ninja attaccando la Terza Divisione capitanata da Kakashi, con cui si scontra nuovamente. Viene sconfitto e sigillato dal vecchio nemico con una tecnica combinata con Maki, Ensui Nara e Santa Yamanaka. Tutti i ninja resuscitati da Kabuto ritorneranno nell'aldilà (quindi è implicito che anche Haku abbia fatto la stessa fine) dopo che la Tecnica della Resurrezione verrà annullata dallo stesso Kabuto, sotto effetto di un'illusione dello Sharingan di Itachi Uchiha.
Haku è in possesso di una abilità innata, l'Arte del ghiaccio (氷遁?, Hyōton), che consiste nel saper usare contemporaneamente il chakra di vento e il chakra d'acqua, unendoli a formare il ghiaccio. Inoltre è capace di eseguire i sigilli delle tecniche con una sola mano. La sua tecnica segreta è la Tecnica degli Specchi Diabolici (秘術・魔鏡氷晶?, Hijutsu: Makyō Hyōshō): Haku riesce a creare un gran numero di specchi di ghiaccio molto resistenti, in ognuno dei quali è riflessa la sua immagine; può entrare e trasferirsi in ognuno di questi ad altissima velocità, riuscendo nel breve lasso di tempo in cui è allo scoperto ad attaccare l'avversario. Le sue grandi capacità ninja sono dovute al suo addestramento con Zabuza, nonostante sia molto giovane, è perfettamente capace di combattere ad armi pari con ninja più anziani ed esperti di lui come Kakashi. Haku ha un'ottima conoscenza dell'anatomia umana ed è capace di uccidere una persona, mandarla in coma o in uno stato di morte apparente con un singolo senbon. È doppiato da Mayumi Asano e Cinzia Massironi.
È l'unico ninja di tutta la serie ad'essere in grado di evocare le tecniche con una sola mano.

### Utakata
Utakata (ウタカタ?) è stato la forza portante della Lumaca a Sei Code. Utakata faceva parte del Villaggio della Nebbia ed è stato catturato dall'Organizzazione Alba prima dello scontro tra Sasuke Uchiha e Killer Bee, mentre nell'anime la sua cattura è stata spostata più avanti nel corso della storia, precisamente dopo lo scontro tra Sasuke e Killer Bee e poco prima l'attacco di Pain al Villaggio della Foglia. Nel corso della quarta guerra ninja, Kabuto Yakushi resuscita Utakata con la Tecnica della Resurrezione Impura ed affronta Naruto e Killer Bee. Utakata ritorna nell'aldilà dopo che la Tecnica della Resurrezione viene annullata dallo stesso Kabuto.
Utakata è esperto di tecniche basate sulle bolle di sapone, create tramite una cannuccia che utilizza anche come arma. È in grado di utilizzare queste bolle per vari scopi come attaccare gli avversari o ancora per galleggiare nell'aria. Inoltre è capace di utilizzare la Violenta Onda Acquatica (水遁・水乱波?, Suiton: Mizurappa). Oltre a questa vasta conoscenza di tecniche, Utakata è esperto nelle erbe mediche e nel combattimento ravvicinato. Nell'anime Utakata dimostra di poter controllare la Lumaca a Sei Code. È doppiato da Ken'ichi Suzumura e Daniele Raffaeli.

### Mei Terumi
Mei Terumi (照美メイ?, Terumī Mei) è la Quinta Mizukage (五代目水影?, Godaime Mizukage) del Villaggio della Nebbia. Si presenta come una donna molto affascinante, con lunghi capelli castani e occhi verdi, ma, nonostante il suo aspetto, non ha mai trovato l'amore e ha il terrore di non sposarsi mai, e trova riferimenti a questa sua fobia in quasi tutte le frasi che la sua guardia del corpo Ao pronuncia; ogni qualvolta è convinta che questi la derida, lo minaccia di morte. Altra fonte di discussione tra i due è l'ammirazione da parte di Ao per il precedente Mizukage, che, col suo operato, rese noto il Villaggio della Nebbia come "Villaggio della Nebbia Insanguinata". Mentre Ao rimpiange la terribile fama di cui il Villaggio godeva, Mei gli ripete spesso che quei tempi sono finiti.
Appare per la prima volta quando si appresta a raggiungere il Paese del Ferro, per partecipare al Summit tra i cinque Kage durante il quale si scontra con Sasuke Uchiha. In occasione della guerra è il leader della scorta dei signori feudali delle cinque grandi terre più quelli del Paese del Gelo e del Paese della Neve, lasciando il ruolo per unirsi ai restanti 4 kage per sconfiggere Madara Uchiha. Il risultato sarà una loro sconfitta dopo un'ardua battaglia, tuttavia in seguito verranno soccorsi da Katsuyu per poi recarsi al campo di battaglia principale, supportando l'alleanza dei ninja. Successivamente, insieme a tutti gli altri ninja, viene soggiogata dallo Tsukuyomi infinito, ma verrà liberata una volta che Naruto e Sasuke sconfiggono Kaguya e sciolgono l'illusione. Alcuni anni dopo la fine della guerra, abdicherà lasciando la carica a Chojuro.
Mei Terumi è una Kunoichi d'alto livello, simbolo del cambiamento avvenuto al Villaggio della Nebbia, in quanto in precedenza in tale villaggio i ninja con una abilità innata venivano temuti e perseguitati. Possiede due abilità innate: l'Arte dell'Acido (沸遁?, Futton), che le consente di creare nubi acide con diversa concentrazione, e l'Arte della Fusione (熔遁?, Yōton), che le consente di sputare dalla sua bocca dei globi di lava incandescente oppure dei getti ad altissima pressione. È doppiata da Yurika Hino, Maddalena Vadacca e Valentina Mari.

### Ao
Ao (青?) è una delle guardie del Mizukage Mei Terumi per il summit dei Kage nel Paese del Ferro. Ha i capelli corti e ingrigiti e una benda sull'occhio destro, che nasconde un Byakugan impiantato segretamente. Qui scopre l'arte illusoria usata da Danzo su Mifune e insegue quest'ultimo e il suo gruppo. Durante la ricerca dell'Hokage, Ao affronta Fū Yamanaka e viene messo in serie difficoltà dalla Tecnica dello Scambio dello Spirito della Bambola Maledetta di quest'ultimo. In seguito, viene salvato dall'intervento della Mizukage e di Chojuro. Successivamente gli viene assegnato il rango di Capitano del reparto ninja sensori. Muore durante la guerra quando il Decacoda distrugge il QG con una Teriosfera. Egli pensa spesso ai "vecchi tempi" quando il villaggio era chiamato "della Nebbia Insanguinata" e, per questo, viene rimproverato dalla Mizukage che gli ripete ogni volta che quei tempi sono finiti.
Ao è in possesso del Byakugan (白眼?) nell'occhio destro, che copre con una piccola benda nera, che gli dà una vista quasi a 360°. Ao afferma che ha ottenuto il Byakugan come premio per aver sconfitto in uno scontro uno Hyūga. Inoltre è un ninja sensitivo. È doppiato da Tadahisa Saizen e Paolo Sesana.

### Yagura Karatachi
Yagura (やぐら?, Yagura) era la forza portante della Tartaruga a Tre Code nonché il Quarto Mizukage (四代目水影?, Yondaime Mizukage) del Villaggio della Nebbia. Era un uomo dalla carnagione chiara, i capelli castani chiari e corti, occhi magenta e una cicatrice verticale sotto l'occhio sinistro. Malgrado sia un uomo adulto, ha l'aspetto di un ragazzino. Yagura cadde sotto il controllo di un'arte illusoria di Tobi, creando un regime di terrore e facendo nascere la leggenda del Villaggio della Nebbia Insanguinata (血霧の里?, Chigiri no Sato). Prima dell'inizio della serie Zabuza organizzò un colpo di Stato ai danni di Yagura, ma fallì. Morirà in seguito in circostanze misteriose, mentre il Tricoda verrà catturato tempo dopo da Deidara e Tobi.
Viene resuscitato durante la Quarta guerra ninja dalla Tecnica di Resurrezione Impura di Kabuto Yakushi insieme alle altre forze portanti uccise dall'Organizzazione stessa. Tornerà nell'aldilà dopo che la Tecnica della Resurrezione verrà annullata dallo stesso Kabuto, sotto effetto di un'illusione dello Sharingan di Itachi Uchiha.
Era un utilizzatore dell'Arte dell'Acqua ed aveva inoltre il pieno controllo del Cercoterio che portava dentro di sé, la Tartaruga a tre code. Grazie al potere del demone, era in grado di creare materiale simile a corallo per paralizzare il nemico. Porta inoltre un bastone con sé che gli permette di creare degli specchi d'acqua.
In Boruto, si scopre che doveva avere almeno un figlio, dal momento che compare suo nipote Kagura Karatachi.
È doppiato da Masatoyo Tetsuno in giapponese e da Stefano Pozzi, Maurizio Merluzzo (ep. 324), Andrea Oldani e Lorenzo Briganti (ep. 472) in italiano.

### Chukichi
Chukichi (中吉?) è uno dei ninja riportati in vita da Kabuto Yakushi durante la quarta guerra ninja. In seguito, viene inserito da Kabuto nella squadra di imboscate e diversivi insieme a Sasori, Deidara e Shin. Quando i suoi compagni vengono sconfitti, Chukichi viene inviato da Kabuto alla ricerca di rinforzi. Inizialmente Chukichi porta degli occhiali rotondi bianchi con i bordi scuri, mentre nelle successive apparizioni porta occhiali completamente neri. Tornerà nell'aldilà dopo che la Tecnica della Resurrezione verrà annullata dallo stesso Kabuto, sotto effetto di un'illusione dello Sharingan di Itachi Uchiha. In italiano è doppiato da Marco Zanni.

### Gengetsu Hozuki
Gengetsu Hozuki (鬼灯幻月?, Hōzuki Gengetsu) è stato il Secondo Mizukage (二代目水影?, Nidaime Mizukage) del Villaggio della Nebbia ed un membro del clan Hōzuki. In passato ha avuto frequenti scontri con Muu, il secondo Tsuchikage, e che i due siano morti in uno di questi uccidendosi a vicenda. Durante questi scontri fece anche la conoscenza di Oonoki. Viene riportato in vita dalla Tecnica di Resurrezione di Kabuto Yakushi, affrontando, durante la Quarta guerra ninja, Oonoki e Gaara, ed è proprio quest'ultimo che riesce a sigillarlo dopo un estenuante combattimento. Tornerà nell'aldilà dopo che la tecnica verrà sciolta da Kabuto sotto l'illusione di Itachi Uchiha.
Il Secondo Mizukage si dimostra un grande ninja, in particolare nell'utilizzo di olio, illusioni e acqua. Nonostante i suoi consigli, centinaia di shinobi non sono riuscito a sconfiggerlo. È in grado di evocare una Vongola Gigante che riesce a creare dei miraggi di esso e del suo evocatore, così da rendersi immune agli attacchi avversari. Inoltre è in grado di usare la Tecnica della Pistola acquatica (水鉄砲の術?, Mizudeppō no jutsu), che consente di sparare dall'indice un vero e proprio proiettile acquatico capace di perforare senza fatica un corpo umano. La sua tecnica più potente, il Vapore Insidioso (無限爆破忍術?, Mugen bakuha ninjutsu, lett. Tecnica ninja delle infinite esplosioni), consiste in un clone del Mizukage, fatto internamente di acqua e ricoperto da uno strato di olio che, muovendosi a una velocità fulminea, si surriscalda, con l'olio che aumenta esponenzialmente la temperatura interna; in tal modo l'acqua finisce per evaporare, gonfiando il clone fino a farlo scoppiare. Dopo essere esploso il clone si rigenera, con la grandine generata dall'esplosione che raffredda il vapore acqueo a sufficienza da riportare il clone a dimensioni normali, pronto a esplodere di nuovo. L'unico punto debole di questa tecnica è che il Secondo Mizukage rimane molto indebolito quando la usa, esponendosi così ad attacchi nemici. È doppiato da Hideyuki Umezu e in italiano da Alessandro Zurla (261-286) e Franco Mannella (ep. 296-302).

## Villaggio della Nuvola

### Yugito Nii
Yugito Nii (二位 ユギト?, Nii Yugito) era una ninja del Villaggio della Nuvola e forza portante del Gatto a Due Code. Aveva la pelle chiara, lunghi capelli biondo chiaro raccolti in una coda bassa e occhi neri dal taglio felino. Viene attaccata da Hidan e Kakuzu, membri dell'Organizzazione Alba, che intendono catturarla per impossessarsi del Gatto a Due Code, cattura avvenuta con successo, nonostante Yugito si fosse trasformata nel demone gatto per combattere contro i due inseguitori. Viene uccisa quando le viene estratto il demone da parte dell'Organizzazione Alba. In seguito, Yugito viene riportata in vita tramite la Tecnica della Resurrezione Impura di Kabuto Yakushi in occasione della Quarta Guerra Mondiale Ninja, insieme alle altre forze portanti. Tornerà nell'aldilà dopo che la Tecnica della Resurrezione verrà annullata dallo stesso Kabuto, sotto effetto di un'illusione dello Sharingan di Itachi Uchiha.
Yugito è in grado di utilizzare tecniche di vento e fuoco, è in grado di usufruire del chakra del Gatto a Due Code e trasformarsi completamente nel proprio cercoterio. Dimostra anche di poter allungare le proprie unghie e usarle come armi. È doppiata da Mie Sonozaki e in italiano da Monica Bonetto e Chiara Francese.

### Killer Bee
Killer Bee (キラービー?, Kirā Bī, lett. "Ape assassina") è un membro del clan Yotsuki nonché fratello minore adottivo del quarto Raikage A: fu scelto tra i vari candidati poiché si dimostrò l'unico con cui A sia stato in grado di utilizzare una devastante tecnica in coppia, il Doppio Lariat, e da quel momento i due divennero inseparabili. Kishimoto ha dichiarato che è stato un suo redattore a spingerlo a creare Killer Bee in quanto lo convinse a creare un personaggio legato al mondo del wrestling, di cui era appassionato, e che utilizzasse mosse legate a questo sport. L'autore accettò l'idea e conferì a Bee anche altre caratteristiche peculiari, come l'abitudine a parlare come un rapper, dandogli un aspetto simile al celeberrimo wrestler Hulk Hogan. I dialoghi del personaggio sono stati causa di un certo numero di problemi soprattutto per via del largo uso di rime, rendendolo di fatto uno dei più difficili da creare. La frase detta dal personaggio nel capitolo 411 "Volo come una farfalla, ma pungo come un'ape! E ora balla!" venne pronunciata per la prima volta da Muhammad Ali.

Le corna tatuate sulla guancia di Bee

Killer Bee è un membro del clan Yotsuki e fratello minore adottivo del quarto Raikage A. Fu scelto tra i vari candidati poiché si dimostrò l'unico con cui A potesse utilizzare la devastante tecnica in coppia chiamata "Doppio Lariat", e da quel momento i due divennero inseparabili. Quando suo cugino, la precedente forza portante del Bue, morì, Killer Bee venne scelto come nuova forza portante e riuscì a controllare il demone dopo un duro allenamento. Dopo la morte del padre, suo fratello gli proibì di lasciare il villaggio per prevenire una sua possibile cattura nonostante le sue capacità. Bee fu amico di Motoi fino a quando quest'ultimo tentò di ucciderlo per vendicare il padre morto a causa del Bue; nonostante ciò, Bee considera ancora Motoi come il suo migliore amico. In un periodo imprecisato divenne anche maestro del Team Samui. Killer Bee viene attaccato dal Team Falco su ordine dell'Organizzazione Alba per impossessarsi dell'Ottacoda: affronta prima Suigetsu e Jugo e poi Sasuke, venendo apparentemente sconfitto dall'Amaterasu di quest'ultimo. Tuttavia, Bee riesce a sfuggire trasformando un tentacolo dell'Ottacoda nel suo corpo privo di sensi. Successivamente si aggrega al gruppo di Sabu, ma viene scoperto da Kisame con cui ingaggia una dura battaglia. Prima della sconfitta, viene salvato dal fratello A e insieme decapitano Kisame con il "Doppio Lariat"; ottiene poi la spada Pelle di Squalo che si era opposta al comando del membro di Alba, ignaro che al suo interno si trovi il ninja della Nebbia e che il suo avversario era in realtà una copia creata dallo Zetsu bianco.
Bee viene nascosto sull'isola dove aveva allenato per controllare il Bue e qui incontra Naruto offrendosi di aiutarlo a controllare la Volpe. Grazie al chakra della Volpe, Naruto scopre la presenza di Kisame all'interno della spada Pelle di Squalo costringendolo alla fuga. L'allenamento di Naruto e Killer Bee viene interrotto quando Naruto scopre, grazie a Iruka Umino, che si sta combattendo una guerra per proteggere i cercoteri, obiettivi di Tobi. Questa scoperta convince Naruto a lasciare l'isola per aiutare i suoi compagni; Bee decide di seguirlo dopo essere stato supplicato da Iruka. Durante il tragitto vengono fermati da Tsunade e A: Tsunade li lascia passare mentre A inizialmente li ostacola ma poi cede grazie alle parole di Bee e alla prova dimostrata da Naruto. Una volta sul campo di battaglia affrontano Tobi insieme agli altri cercoteri resuscitati dall'Edo Tensei di Kabuto Yakushi. Bee viene ferito dal Pentacoda ma sopravvive servendosi del trucco dei tentacoli. Successivamente tenta con gli altri cercoteri di eliminare Madara Uchiha ma quest'ultimo riesce a guarire grazie al sangue del Primo Hokage e rinchiude le bestie nella Statua Diabolica. Anche lui cade sotto lo Tsukuyomi infinito creato da Madara ma viene liberato dopo la sconfitta della sua creatrice Kaguya. Finita la guerra saluta Naruto invitandolo a recuperare il braccio perso nello scontro con Sasuke usando le cellule del Primo Hokage; alcuni anni dopo si allena sotto una cascata discutendo col Bue sulla possibilità di divertirsi ancora con l'amico ormai diventato Hokage.
È un uomo dal fisico imponente coi capelli e il pizzetto bianchi (biondi nell'anime) e la pelle scura, caratteristica molto comune nel Villaggio della Nuvola. Indossa sempre degli occhiali scuri da sole di forma ovale, la divisa del suo villaggio, una lunga sciarpa bianca intorno al collo, una cintura rossa e dei guanti bianchi con strisce rosse. Dietro la schiena porta sette spade (che poi si riducono a due, dopo lo scontro con il Team Falco, fino alla Quarta guerra ninja) e, dopo lo scontro con Kisame, anche la Pelle di Squalo. Ha tatuato sulla spalla destra il kanji Ferro (鉄?, Tetsu), che in realtà è il sigillo utilizzato per renderlo la forza portante del Bue, e delle corna viola sulla guancia sinistra. Porta inoltre sempre con sé un taccuino su cui annota le rime che gli vengono in mente.
Bee è uno dei personaggi più stravaganti del manga: oltre ad avere la particolarità di esprimersi come un rapper, cosa che infastidisce molto le persone che gli stanno vicino, spesso è impegnato a concepire nuove canzoni anche durante i combattimenti, come quando si blocca nel bel mezzo dello scontro con il Team Taka per annotarsi delle rime appena venutegli in mente. Nonostante i suoi doveri nutre il desiderio di fuggire dal villaggio per vivere una vita tranquilla e dedicarsi completamente al rap. Bee è molto orgoglioso delle sue abilità e, come Naruto, ripone grande fiducia in sé stesso; appare anche abbastanza imprevedibile, irruente, testardo e impulsivo: a detta del Raikage nel suo vocabolario non è presente la parola "strategia" e sul campo di battaglia porterebbe solo caos, asserendo anche che lui è l'unico in grado di farlo ragionare. È doppiato da Hisao Egawa e in italiano da Riccardo Lombardo (ep. 142-286), Fabrizio Pucci (ep. 287-344), Marco Pagani (ep. 362-500) e Andrea Bolognini in Naruto il film: La prigione insanguinata.

### Quarto Raikage
A (エー?), il Quarto Raikage (四代目雷影?, Yondaime Raikage), è un membro del clan Yotsuki, oltre che fratello adottivo di Killer Bee. È un uomo alto e massiccio, con l'aspetto tipico del suo Villaggio, pelle scura e capelli di un biondo chiarissimo. A è un uomo molto orgoglioso, autoritario, iracondo e fiero della posizione che ricopre all'interno del suo villaggio. Nonostante a prima vista non sembri, A ha un cuore nobile, preoccupandosi di continuo sia di suo fratello, sia di Darui, considerato il suo braccio destro e sia degli abitanti del suo villaggio. È un uomo alto dalla carnagione scura, il fisico piuttosto imponente e i capelli biondo chiaro. Ha la particolarità di avere uno shuriken tatuato su entrambe le spalle.
A è il figlio del Terzo Raikage e fratello adottivo di Bee, il quale allena fin dal loro primo incontro. In passato si scontrò con Minato Namikaze insieme al fratello e succedette al padre dopo la morte di questi. Dopo la presunta cattura del fratello da parte di Sasuke Uchiha, A mobilita i suoi segretari per un summit dei Kage per arginare il pericolo dell'Organizzazione Alba. Giunto nel Paese del Ferro, luogo in cui i kage hanno deciso di riunirsi per discutere, incontra Naruto Uzumaki, il quale tenta, inutilmente, di convincere A a ritirare la pena di morte contro Sasuke. Durante il summit, A viene a conoscenza dell'arrivo di Sasuke e del suo gruppo nel medesimo luogo; assalito dalla rabbia, si precipita ad affrontarli, ma nello scontro perde il braccio sinistro a causa dell'Amaterasu dell'Uchiha. Alla fine del summit, viene nominato capo della grande alleanza ninja e scopre, nel frattempo, che suo fratello è ancora vivo. Si dirige così da quest'ultimo e lo salva appena in tempo da Kisame Hoshigaki, per poi decapitarlo con il Doppio Lariat (雷遁・絶牛雷犂熱刀?, Raiton: Daburu Rariatto) insieme a Bee. Dopo aver fatto nascondere Naruto e Bee sull'Isola Tartaruga, dà inizio alla quarta guerra ninja. Quando Naruto e Killer Bee decidono di fuggire per partecipare alla guerra A li ostacola assieme a Tsunade, ma poi, grazie alle parole di Bee e dalla tenacia di Naruto (che riesce a superarlo in velocità) decide di lasciarli partecipare al conflitto. Successivamente assieme a Tsunade e i restanti Kage ingaggerà un violento scontro con Madara, ma verrà sconfitto assieme a questi ultimi e ridotto quasi in fin di vita. Successivamente si ristabilirà assieme agli altri Kage grazie a Katsuyu e raggiungerà il campo di battaglia principale affrontando Obito ed il Decacoda. Alcuni anni dopo la fine della guerra, abdicherà lasciando la carica a Darui.
A ha l'aspetto di un vero e proprio wrestler, e anche le sue tecniche e il suo stile di combattimento si riconducono a questa figura, alcune delle quali vengono effettuate insieme a Killer Bee. In battaglia utilizza essenzialmente le arti marziali potenziate dell'Armatura di Fulmine (雷遁の鎧?, Raiton no Yoroi), che permette una difesa contro ogni attacco nemico oltre ad un sensibile aumento di forza, velocità e resistenza alle arti illusorie. Quando utilizza tale armatura la sua velocità raggiunge un livello pari ad un fulmine: infatti nemmeno lo Sharingan Ipnotico di Sasuke riesce a vederlo. A è anche in grado di modulare, a proprio piacimento, la forza dell'armatura, senza risentire alcuno sforzo. Possiede inoltre una quantità enorme di chakra, pari ad un Cercoterio. È doppiato da Hideaki Tezuka e in italiano da Dario Oppido e Silvio Pandolfi.

### Samui
Samui è una Jōnin del Villaggio della Nuvola, compagna di squadra di Omoi e Karui. Ha la pelle chiara, capelli biondi a caschetto e un seno voluminoso. Sembra essere l'unica della sua squadra, della quale è il capitano, a prendere le missioni sul serio, a differenza degli altri due, che anzi riprende spesso per il loro comportamento infantile. Verrà inviata con il suo team al Villaggio della Foglia per informare l'Hokage che il Raikage ha intenzione di uccidere Sasuke Uchiha. Durante la quarta grande guerra ninja, fa parte della prima divisione sotto il comando di Darui, al quale verrà in aiuto assieme al fratello Atsui, per combattere i risorti fratelli Kinkaku e Ginkaku. Tuttavia, alla fine viene assorbita dalla zucca rossa (紅葫蘆?, Benihisago) assieme al fratello. In seguito, dopo la sconfitta di Kaguya da parte di Naruto e Sasuke, lei e suo fratello vengono liberati dalla giara da Darui e Tenten. È doppiata da Hikari Yono e Patrizia Scianca.

### Karui
Karui (カルイ?), in seguito Karui Akimichi (秋道 カルイ?, Akimichi Karui), è una ninja del Villaggio della Nuvola, che fa parte del gruppo di Samui insieme a Omoi. Ha la pelle scura, lunghi capelli rosso cupo e occhi dorati. Viene inviata a Konoha con il suo team per esigere vendetta contro Sasuke, che ha attaccato il membro del loro villaggio nonché loro maestro Killer Bee. Si occupa di interrogare Naruto per sapere dove trovarlo, ma lui si rifiuta di dire alcunché. Questo farà arrabbiare molto Karui che lo pesterà, finché non interverranno Omoi, Sai e Samui. Durante la guerra, Karui entrerà a far parte della Seconda armata. Si reca poi col resto dell'Alleanza sul luogo dove Naruto, Kakashi, Gai e Killer Bee stanno combattendo contro Obito e Madara, rimanendo a supporto dell'Alleanza. Alcuni anni dopo la Quarta Guerra Mondiale Ninja, sposa Choji Akimichi, dal quale ha una figlia, Chōchō.
È una ninja estremamente abile ma anche emozionale, molte volte irruenta e dice sempre quello che pensa. Insieme ad Omoi è stata allieva di Killer B, da cui ha appreso l'Arte della Spada (剣術?, Kenjutsu), ed è estremamente abile nel taijutsu. È doppiata da Yuka Komatsu e in italiano da Laura Brambilla e Joy Saltarelli (ep. 309).

### Omoi
Omoi (オモイ?) è il ninja che fa parte del gruppo di Samui. Ha l'aspetto tipico del suo Villaggio, con la pelle scura e i capelli biondo chiaro. Insieme a Karui, e con loro si recherà a Konoha per informare l'Hokage, che il Raikage vuole uccidere Sasuke Uchiha. Quando Samui chiederà a lui e a Karui di andare a chiedere notizie su Sasuke, loro si rivolgeranno a Naruto, che però non dirà niente. Sembra rispettare molto Naruto, visto che non ha tradito il suo compagno Sasuke. Durante la guerra fa parte della squadra d'assalto capitanata da Kankuro e affronta Deidara, Sasori e Shin, riuscendo a sconfiggerli grazie ad una mossa combinata tra lui, Kankuro e Sai. Solo nell'anime, dopo lo scontro con la spadaccina della nebbia Ameyuri Ringo, riceve in dono i suoi Gladi del Fulmine (雷刀?, Raitō). Anni dopo la Quarta Guerra Mondiale Ninja, Omoi accompagna Darui, nuovo Raikage, al summit dei Cinque Kage che si tiene al Villaggio della Foglia
È un ninja particolarmente calmo, riflessivo, tendente spesso a fare pensieri negativi ed è particolarmente paranoico. Assieme a Karui, è stato allievo di Killer Bee ed è un ottimo spadaccino. È doppiato da Norihiko Kawamoto e Alessandro Lussiana.

### Darui
Darui (ダルイ?) è, insieme a Shi, una delle due guardie del corpo del Quarto Raikage in occasione del summit tra i Kage. Ha l'aspetto tipico del suo Villaggio, con la pelle scura e i capelli e i baffi biondo chiaro. Partecipa agli scontri che si susseguiranno fra i membri di Alba e i ninja della Nuvola durante il summit dei Kage: lì infatti combatterà con Suigetsu, riuscendo a sconfiggerlo. Successivamente allo scontro con l'Uchiha e alla decisione da parte dei cinque Kage di creare un unico esercito comune, gli viene conferito il rango di generale della Prima Divisione. Durante la guerra affronta con la sua divisione i fratelli Kinkaku e Ginkaku, riuscendo a sconfiggerli. Si reca poi col resto dell'Alleanza sul luogo dove Naruto, Kakashi, Gai e Killer Bee stanno combattendo contro Obito e Madara, rimanendo a supporto dell'Alleanza. Verrà nominato Raikage alcuni anni dopo la fine della guerra.
Possiede un fisico abbastanza muscoloso e due tatuaggi, uno per spalla, entrambi ideogrammi, uno significante "acqua" (水?, mizu), l'altro "fulmine" (雷?, Kaminari). Darui è una persona piuttosto tranquilla, praticamente l'opposto del Raikage, che si dimostra irruente e difficile da trattenere. Porta sempre con sé una sorta di mannaia nera di media lunghezza dalla forma rettangolare che utilizza per affrontare Suigetsu.
In occasione dello scontro tra Sasuke ed il Raikage, Darui mostra di saper utilizzare l'elemento dell'acqua e del fulmine e di possedere un'abilità innata chiamata Arte della Tempesta (嵐遁?, Ranton). Inoltre è capace di utilizzare le tecniche del Fulmine Nero (黒い雷?, Kuroi kaminari) del Terzo Raikage, in quanto questi ha permesso a Darui di "tatuarsi il fulmine" sul braccio. È doppiato da Ryota Takeuchi e Diego Baldoin.

### Shi
Shi (シー?, Shii) è, insieme a Darui, una delle due guardie del corpo del Quarto Raikage in occasione del summit tra i Kage. Durante lo scontro fra i membri di Alba e i ninja delle Nuvole cercherà di localizzare Karin, ma verrà in un primo momento fermato da Suigetsu e poi da Sasuke che lo imprigiona in un'illusione da cui si risveglierà poco dopo. In seguito curerà l'emorragia del Raikage causata dalla perdita del braccio sinistro. In occasione della quarta grande guerra ninja viene inserito nella Divisione Sensitiva.
Shi è in grado di utilizzare l'elemento del fulmine, di saper usare le arti illusorie, e di percepire il chakra altrui. Dimostra abilità anche nelle arti mediche, visto che ferma un'emorragia causata dalla perdita del braccio sinistro al Raikage. È doppiato da Kenji Fukuda in giapponese e da Roger Mantovani in italiano.

### Motoi
Motoi (モトイ?) è il migliore amico di Killer Bee e ninja del Villaggio della Nuvola. Inoltre è il guardiano dell'Isola Tartaruga. In passato, dopo la morte di suo padre per mano del Bue a Otto Code, Motoi cercò di uccidere Bee, ma fallì nel tentativo. Da quel momento fu oppresso dal senso di colpa per aver tradito il suo amico. In seguito, Motoi diventa il guardiano dell'isola dove si sono nascosti Naruto e Killer Bee per sfuggire all'Organizzazione Alba. Qui supporta Naruto nella prima fase dell'allenamento della cascata della verità e, contemporaneamente, si riappacifica con Bee dopo che questi lo salva dal polipo gigante dell'isola. È doppiato da Daichi Endo e in italiano da Roberto Accornero e Alberto Bognanni (ep. 318).

### Terzo Raikage
A (エー?, Ē) fu il Terzo Raikage (三代目雷影?, Sandaime Raikage) del Villaggio della Nuvola. È il padre naturale di A, il futuro Quarto Raikage, e adottivo di Bee, forza portante del Demone a Otto Code. Somiglia moltissimo a suo figlio A. Durante il suo regno, erano frequenti gli attacchi dell'Ottacoda e durante uno di questi attacchi affrontò da solo il demone e come risultato, al termine della battaglia, si autoinflisse una tremenda ferita al petto che in seguito divenne il suo memento. Muore durante una battaglia dove si scontra da solo con 10.000 nemici, i quali riuscirono ad abbatterlo solamente dopo tre giorni e tre notti di combattimento. Successivamente, il Raikage viene resuscitato grazie alla Tecnica di Resurrezione Impura da Kabuto ed è costretto a prendere parte alla quarta guerra dei ninja. Viene sconfitto dopo un lungo combattimento da Naruto, il quale fa in modo che il Raikage si colpisca da solo con la sua stessa tecnica: la Lancia infernale (地獄突き?, Jigokuzuki). Diventato inerme, viene sigillato dagli altri ninja dell'alleanza. Tornerà nell'aldilà dopo che la tecnica verrà sciolta da Kabuto sotto l'illusione di Itachi Uchiha.
Il Terzo Raikage fu un ninja straordinario e il più potente di tutti i Raikage, con una forza, velocità e resistenza straordinarie. Tra le sue abilità c'è il controllo dell'Arte del Fulmine Nero e la capacità di utilizzare l'Orcio d'Ambra (琥珀の浄瓶?, Kohaku no Jōhei), uno degli oggetti appartenuti all'Eremita delle Sei Vie. Proprio questa sua ultima abilità conferma che il Raikage possiede una grande quantità di chakra, in quanto l'utilizzo di questo oggetto ne richiede un consumo impressionante. Inoltre è stato l'unico ninja in grado di rivaleggiare con un Cercoterio senza soggiogarlo tramite un'illusione. Possiede, infine, una resistenza eccezionale, tanto che nemmeno un Rasenshuriken di Naruto è riuscito a scalfire la sua Armatura di Fulmine. La sua tecnica più potente è la Lancia infernale dalle 4 dita (四本貫手?, Yonhon Nukite), con la quale perfora senza difficoltà muri di roccia e abbatte una ventina di nemici in un istante; inoltre può ridurre il numero delle dita per avere più concentrazione di chakra sulle dita rimanenti e, quindi, più potenza perforante. È doppiato da Naoki Tamanoi e in italiano da Vittorio Bestoso (ep. 260-286) e Pierluigi Astore (ep. 296-308).

### Kinkaku e Ginkaku
Kinkaku (金角?) e Ginkaku (銀角?), soprannominati i Due Splendori della Nuvola (二つの光?, Futatsu no Hikari), erano due fratelli ninja appartenenti al Villaggio della Nuvola, disertarono e furono conosciuti come i due più pericolosi criminali del loro Paese. Secondo il Quarto Raikage, entrambi discendono dell'Eremita delle Sei Vie. Durante la creazione di Kinkaku e Ginkaku, Kishimoto si è ispirato a due personaggi del classico della letteratura cinese Viaggio in Occidente.
Ricordati come i peggiori criminali del Villaggio della Nuvola, furono inghiottiti dalla Volpe a Nove Code, dalla quale uscirono dopo due settimane. Tentarono un colpo di Stato durante una cerimonia che doveva stipulare un patto d'alleanza tra il Villaggio della Foglia e quello della Nuvola, grazie ad un attacco a sorpresa al Secondo Hokage e al Secondo Raikage, riducendo il primo in fin di vita. Furono considerati dal proprio Villaggio come ninja traditori. Morirono in circostanze sconosciute, e durante la Quarta Guerra Ninja, vengono entrambi resuscitati da Kabuto Yakushi, e combattono contro Darui, Samui e suo fratello Atsui. Alla fine Ginkaku rimane vittima della Zucca Rossa grazie ad una strategia di Darui, mentre Kinkaku viene sigillato nell'Orcio d'ambra grazie all'intervento del Team 10. Entrambi i tesori verranno poi presi da Tobi, che userà il chakra dei fratelli per ricreare il Decacoda.
Essendo sopravvissuti due settimane all'interno della Volpe a Nove Code mangiando la sua carne i due ninja ne escono con una immensa quantità di chakrà a disposizione, inoltre questo permette loro di sfruttare lo sviluppo del manto del Demone Volpe e la formazione di sei delle nove code totali della seconda versione, rendendoli quindi delle "semi-forze portanti". Erano inoltre i possessori di quattro dei cinque Tesori dell'Eremita delle Sei Vie. Sono doppiati rispettivamente da Takaya Kuroda e Fumiya Yazaki e in italiano da Stefano Albertini e Roberto Accornero.

### Dodai
Dodai (ドダイ?) è un istruttore di giovani ninja che fa la sua prima apparizione durante il flashback del passato di Killer Bee quando, assieme al Terzo Raikage e suo figlio A, cercano un ragazzino affine a quest'ultimo, trovando così Killer Bee. Porta una benda sull'occhio sinistro. Durante la Quarta Guerra Ninja viene inserito nella Quarta Divisione come membro della Squadra Comunicazioni. Sembra conoscere molto bene i poteri ed il carattere del Terzo Raikage raccontandoli a Temari e Naruto. Proprio in occasione dello scontro con il Terzo Raikage, Dodai mostra di possedere l'abilità innata dell'Arte della Fusione, che espelle materiale sotto forma di gomma vulcanizzata. È doppiato da Francesco Mei.

## Villaggio della Roccia

### Kakko
Kakko (カッコウ?, Kakkō) è stato un Jōnin del Villaggio della Roccia. Durante la Terza Guerra Ninja lui e il suo team, composto da Mahiru e Taiseki, rapirono Rin Nohara per interrogarla tramite un genjutsu, ma vennero sconfitti da Kakashi Hatake e Obito Uchiha, giunti in soccorso della compagna di squadra. In seguito usò l'Arte della Terra per creare un sisma all'interno della grotta dove si trovavano e causò una frana che seppellì Obito, apparentemente uccidendolo. Venne in seguito ucciso da Kakashi tramite il Mille Falchi.
Era un jonin piuttosto abile, tanto che riuscì a mettere in difficoltà Kakashi anch'egli jonin seppur comunque alle prime armi. Era solito combattere con delle lame che faceva fuoriuscire a sorpresa dalle maniche del vestito ed era mediamente abile ad utilizzare l'arte della terra.

### Roshi
Roshi (老紫?, Rōshi) è stato la forza portante del Gorilla a Quattro Code ed era un anziano viaggiatore appartenente al Villaggio della Roccia. Indossava una mascherina sotto gli occhi e possedeva barba e capelli rossi. Abbandonato il suo villaggio d'origine, Roshi viene attaccato e sconfitto da Kisame Hoshigaki e muore a causa dell'estrazione del Quattro Code dal suo corpo. Kabuto Yakushi resuscita Roshi con la Tecnica della Resurrezione Impura insieme alle altre forze portanti decedute e lo inserisce nell'esercito dell'Organizzazione Alba, scontrandosi con Naruto e Killer Bee. Roshi ritorna nell'aldilà dopo che la Tecnica della Resurrezione viene annullata dallo stesso Kabuto. Grazie al suo demone, può utilizzare l'Arte della Fusione, formata dall'unione degli elementi Fuoco e Terra. È doppiato in italiano da Pierluigi Astore (ep. 329) e Stefano Albertini (ep. 430).

### Han
Han (ハン?) era un ninja del Villaggio della Roccia e forza portante del Cavallo a Cinque Code. Utilizzava attacchi basati sul vapore e che indossava sempre l'Armatura a Vapore (蒸気の鎧?, Jōki no Yoroi). Viene ucciso quando gli viene estratto il demone da parte dell'Organizzazione Alba. Viene resuscitato da Kabuto per la Quarta grande guerra ninja come membro della squadra a sei elementi delle ex forze portanti; prima ancora di poter entrare in azione verrà prelevato da Tobi, rendendolo una delle sue Sei Vie della Trasmigrazione. Tornerà nell'aldilà dopo che la Tecnica della Resurrezione verrà annullata dallo stesso Kabuto, sotto effetto di un'illusione dello Sharingan di Itachi Uchiha. È doppiato in italiano da Ivan Andreani (ep. 329) e Gianluca Iacono (ep. 430).

### Oonoki
Oonoki (オオノキ?, Ōnoki), soprannominato Il doppiogiochista (両天秤のオオノキ?, Ryōtenbin no Ōnoki), è il Terzo Tsuchikage (三代目土影?, Sandaime Tsuchikage) del Villaggio della Roccia nonché il più anziano tra i capi-villaggio partecipanti all'assemblea nel Paese del Ferro.
È un uomo molto avanti con l'età dalla corporatura tozza e bassa; porta i capelli lunghi sui lati e sulla nuca generalmente raccolti (è invece calvo sulla parte superiore della testa) e sfoggia un paio di baffi molto lunghi e canuti. Altro tratto caratteristico del suo fisico è il naso a patata, molto grosso e voluminoso. Nonostante abbia poco rispetto per chi è più giovane di lui si ricrede conoscendo Gaara e poi Naruto. È stato allievo del Secondo Tsuchikage Muu e insieme al suo maestro si scontrò con Madara Uchiha, venendo sconfitto.
Durante il summit dei Kage affronta Sasuke, che sconfigge con un solo attacco; successivamente collabora nella difesa di Killer Bee e Naruto affrontando l'ex allievo Deidara sull'Isola Tartaruga. Durante la Quarta guerra ninja si scontra con il suo vecchio maestro Muu, che sconfigge con l'aiuto di Naruto e Gaara, e con il Secondo Mizukage; affronta poi Madara Uchiha assieme alla Quarta divisione, ma viene sconfitto e ridotto in fin di vita. Dopo essere stato curato da Tsunade partecipa alla battaglia contro Madara assieme agli altri Kage, venendo nuovamente sconfitto; i cinque vengono curati da Katsuyu e in seguito raggiungeranno il campo di battaglia principale dove si trovano Madara e Obito. Soggiogato dallo Tsukuyomi Infinito insieme ai suoi compagni, verrà liberato quando Naruto e Sasuke scioglieranno l'illusione. Alcuni anni dopo la fine della guerra abdicherà per motivi di età, lasciando la carica alla nipote Kurotsuchi.
Oonoki è stato l'ultimo ninja in grado di utilizzare l'Arte della Polvere (塵遁?, Jinton), tramandatagli dal suo maestro Muu: essa viene definita una Abilità Maggiore (血継淘汰?, Kekkei Tōta), in quanto fonde contemporaneamente tre elementi (Fuoco, Terra e Vento), e permette di manipolare le molecole dando loro la possibilità di disintegrare qualsiasi cosa; viene inoltre considerato il più grande esperto nell'Arte della Terra del suo tempo: non solo conosce tantissime tecniche che appartengono a quest'elemento, ma era anche in grado di utilizzare jutsu avanzati come quelli che modificano il peso di oggetti o persone; tali tecniche gli conferiscono anche la capacità di volare ad alta velocità e di trasmettere l'abilità del volo alle persone che tocca. L'enorme esperienza accumulata nel corso degli anni lo rende inoltre un avversario scaltro e avveduto, come riconosce lo stesso Madara. È doppiato da Tomomichi Nishimura e in italiano da Tony Fuochi (ep. 199-286), Gianni Giuliano (ep. 296-340), Riccardo Rovatti (ep. 349+).

### Kurotsuchi
Kurotsuchi (黒ツチ?) è una delle guardie del corpo del Terzo Tsuchikage e dimostra di avere un rapporto confidenziale con lui, in quanto suo nonno. È una bella ragazza, coi capelli neri e corti, a caschetto, e occhi neri. In passato era amica di Deidara e fra i due c'era un rapporto quasi fraterno. Quando Sasuke combatte contro il Raikage, chiede allo Tsuchikage di andare a vedere colui che ha ucciso il "fratellone Deidara" (デイダラ兄?, Deidara-nii). Inoltre propone allo Tsuchikage di uccidere Naruto e Killer Bee, ottenendo una risposta negativa.
In seguito, accompagna Oonoki a difendere le forze portanti da Deidara e Kabuto. Kurotsuchi ingaggia un breve scontro proprio con quest'ultimo e riesce ad intrappolare Kabuto, che però si libera e rapisce Yamato. In seguito, Kurotsuchi viene reclutata nella Seconda divisione e affronta l'esercito degli Zetsu bianchi insieme a suo padre Kitsuchi. Nell'anime aiuta inoltre la divisione di Mifune a ricatturare Deidara. Sempre nell'anime, durante il discorso di Gaara, ha un flashback in cui appare in lacrime durante la distruzione del Villaggio della Roccia ad opera di Deidara. Alcuni anni dopo la fine della guerra, assume il ruolo di Quarta Tsuchikage (四代目土影?, Yondaime Tsuchikage), succedendo al nonno.
Kurotsuchi è un'esperta nell'utilizzo dell'Arte della Terra ed è in possesso dell'Arte della Fusione, grazie alla quale può emettere dalla bocca calce viva, che in genere poi solidifica, raffreddandola con l'Arte dell'Acqua. È doppiata da Hana Takeda e in italiano da Rosa Leo Servidio e Jenny De Cesarei (ep. 489).

### Akatsuchi
Akatsuchi (赤ツチ?) è una delle guardie del corpo dello Tsuchikage. Durante il meeting dei Kage, quando Sasuke combatte contro il Raikage, decide di rimanere a proteggere lo Tsuchikage. In seguito, accompagna Oonoki a salvare le forze portanti da Kabuto e Deidara, aiutando il Kage nello scontro. In occasione della guerra viene inserito nel team della scorta dei Daimyo. Anni dopo la Quarta Guerra Mondiale Ninja, accompagna Kurotsuchi, nuova Tsuchikage, al summit dei Cinque Kage che si tiene al Villaggio della Foglia. Akatsuchi è un ninja molto abile nell'Arte della Terra. Può usare varie tecniche di tipo terra, come la Tecnica del Golem di Roccia (土遁・剛隷武の術?, Doton: Gōremu no Jutsu), grazie alla quale può far uscire rapidamente dalla bocca un golem di pietra. A dispetto della mole possiede inoltre una notevole velocità. È doppiato da Kenta Miyake e in italiano da Marcello Moronesi.

### Kitsuchi
Kitsuchi (起ツチ?) è il generale della seconda divisione, reparto combattimento a distanza ravvicinata, figlio di Oonoki e padre di Kurotsuchi. Si presenta come un muscoloso uomo dall'aspetto estremamente grottesco molto simile ad Akatsuchi. Allo scoppio del conflitto, scova e riesce a eliminare alcuni componenti dell'armata degli Zetsu bianchi che si stavano muovendo sottoterra, dopodiché si unisce alle divisioni uno, quattro e cinque con l'intento di chiudere a tenaglia l'esercito di Alba come stabilito dal piano di Shikaku. Si reca poi col resto dell'Alleanza sul luogo dove Naruto, Kakashi, Gai e Killer Bee stanno combattendo contro Obito e Madara, rimanendo a supporto dell'Alleanza. Kitsuchi è un esperto di tecniche di elemento terra, grazie alle quali può creare enormi formazioni rocciose in grado di bloccare esseri potenti come il Decacoda, seppur per un tempo esiguo. È doppiato da Masafumi Kimura e in italiano da Cesare Rasini e Riccardo Rovatti (ep.363+)

### Gari
Gari (ガリ?) è un ninja riportato in vita dalla Tecnica della Resurrezione Impura di Kabuto durante la quarta guerra mondiale ninja. In passato faceva parte della squadra esplosivi del Villaggio della Roccia insieme ad altri ninja, tra cui Deidara. Viene inserito in un team composto da Zabuza, Haku e Pakura, con i quali attacca la Terza Divisione comandata da Kakashi Hatake. Durante lo scontro, lui e Pakura verranno poi utilizzati per evocare la precedente generazione degli Spadaccini della nebbia, venendo, tuttavia, alla fine sigillato dalla Terza Divisione. Gari possiede l'abilità innata dell'Arte dell'Esplosione (爆遁?, Bakuton), con la quale riesce a far saltare in aria qualunque cosa con il solo contatto fisico. In italiano è doppiato da Alberto Sette.

### Muu
Muu (無?) è stato il Secondo Tsuchikage (二代目土影?, Nidaime Tsuchikage) del Villaggio della Roccia e maestro di Oonoki, il Terzo Tsuchikage. Il suo corpo è interamente coperto di bende, da cui sono lasciati fuori solo gli occhi. Durante il suo passato, ha assistito al primo meeting tra i cinque Kage, quello in cui Hashirama Senju distribuì i Cercoteri a tutti i villaggi nella speranza di creare una pace duratura, come guardia del corpo del Primo Tsuchikage. Ebbe frequenti scontri con il Secondo Mizukage ed in uno di questi scontri è avvenuta la morte di entrambi. Durante la guerra viene resuscitato da Kabuto insieme ad altri Kage e affronta la 4ª divisione dell'alleanza ninja e Oonoki, Naruto e Gaara. Viene apparentemente sigillato, ma in realtà si è salvato dividendosi in due corpi, e viene usato da Kabuto per evocare sul campo di battaglia Madara Uchiha. Tornerà nell'aldilà dopo che la Tecnica della Resurrezione verrà annullata dallo stesso Kabuto.
Ha la capacità di rendersi invisibile e cancellare le tracce del proprio chakra ai ninja sensitivi, oltre che percepire il chakra altrui. Ha anche il potere di combinare gli elementi di Fuoco, Terra e Vento, ottenendo così l'Arte della Polvere, abilità così forte da poter spazzare via in un solo colpo qualsiasi avversario. È inoltre capace di volare e infine dimostra di potersi separare in due corpi distinti; tuttavia questa tecnica ha l'inconveniente di dimezzare ogni sua capacità. È doppiato da Osamu Mukai e in italiano da Andrea Bolognini (ep. 260-286) e Marco Baroni (ep. 296-340).

## Paese delle Onde

### Tazuna
Tazuna (タズナ?) è il mastro costruttore del Ponte Naruto, padre di Tsunami e nonno di Inari. Egli tentò di costruire un ponte che collegasse il Paese delle Onde alla terraferma per poter risollevare l'economia del villaggio, il che era contro gli interessi della Gato Corporation. Tuttavia Tazuna, non potendo permettersi una protezione adeguata a causa della scarsità di fondi, finse di aver bisogno di una scorta per proteggersi dai banditi, pagando quindi al Villaggio della Foglia il prezzo di una missione di grado C anziché di una missione di grado B, molto più costosa. Dopo la vittoria dei ninja della Foglia su Gato, riesce a concludere il ponte, intitolandolo il "Grande Ponte Naruto" (なると大橋?, Naruto Ōhashi). In seguito, insieme al nipote Inari, riappare per dare una mano nella ricostruzione del Villaggio della Foglia, distrutto da Pain. È doppiato in giapponese da Takeshi Aono nella prima serie e da Shigeru Ushiyama nella seconda serie e in italiano da Maurizio Scattorin.

### Gato
Gato (ガトー?, Gatō) è un potente armatore navale la cui compagnia, la Gato Corporation (ガトーカンパニー?, Gatō Kanpanī), è una facciata per coprire attività illegali quali contrabbando di merci e lo spaccio di droghe. Gato ha ottenuto il controllo di tutte le rotte navali del Paese delle Onde, isolandolo dal continente e facendolo diventare povero e vessato. Egli è responsabile dell'umiliazione e dell'uccisione di Kaiza, a causa della sua enorme popolarità. Assolda Zabuza e Haku per uccidere Tazuna e fermare, così, la costruzione del ponte che avrebbe collegato il Paese delle Onde e la terraferma. Dopo la sconfitta di Zabuza, decide di ucciderlo pur di non pagarlo, ma alla fine, nonostante le numerose guardie del corpo poste alla propria protezione, viene ucciso brutalmente da Zabuza, il quale gli taglia la testa. È doppiato da Naoki Bandō e Riccardo Rovatti.

### Inari
Inari (イナリ?) è il figlio di Tsunami e il nipote di Tazuna. Dopo la morte del suo padre adottivo Kaiza, Inari iniziò ad odiarlo per quello che gli era accaduto credendo che, nel morire, lui avesse rotto la sua promessa di assicurare al paese la pace. Grazie a Naruto, alla fine capisce l'importanza dei propri desideri sul destino, e che non c'è rischio più grande di perdere una persona che si ama. Durante lo scontro finale tra Zabuza e il Team 7, Inari prende la sua balestra, e dopo aver riunito tutti gli abitanti del villaggio, li conduce contro gli uomini di Gato. In seguito, insieme a suo nonno Tazuna, riappare per dare una mano nella ricostruzione del Villaggio della Foglia, distrutto da Pain. È doppiato da Shizuka Ishikawa e Irene Scalzo.

## Villaggio della Pioggia

### Oboro
Oboro (朧?) è un Genin del Villaggio della Pioggia, membro del Team Oboro, che partecipa all'esame di selezione dei Chūnin. Indossa una maschera per respirare sott'acqua ed è specializzato in tecniche illusorie. Insieme al suo team, composto da Kagari e Mubi, attacca il Team 7 durante la seconda parte dell'esame venendo colpito al braccio sinistro da Sasuke. Da quel momento cerca con ossessione di vendicarsi. Lui e i suoi compagni vengono sconfitti successivamente dal Team 7 con l'aiuto di Kabuto. Il team di Oboro ricompare nella saga filler del Paese del Tè, dove si scontrano nuovamente col Team 7, venendo sconfitti dal Rasengan di Naruto. È doppiato da Tadasuke Ōmizu e Gabriele Calindri.

### Hanzo
Hanzo (半蔵?, Hanzō), soprannominato Hanzo la Salamandra (山椒魚の半蔵?, Sanshōuo no Hanzō), è stato il leader del Villaggio della Pioggia. Coltivava il sogno di portare la pace nel mondo ninja, ma ben presto capì che quell'obiettivo era impossibile. Da bambino gli fu inserita nel corpo una sacca contenente il veleno della salamandra nera allo scopo di creare un ninja che fosse velenoso e contemporaneamente resistente al veleno; grazie alle sue abilità divenne ben presto il più potente ninja del Villaggio della Pioggia. In passato si scontrò con Mifune, che sconfisse, ma decise di risparmiarlo essendo rimasto colpito dagli ideali del samurai. Durante la Seconda Guerra Ninja affrontò Jiraiya, Orochimaru e Tsunade e fu proprio lui a dare loro il titolo di "Ninja leggendari" (伝説の三忍?, Densetsu no Sannin), in quanto furono gli unici a sopravvivere allo scontro con lui. Temendo che Yahiko volesse prendere il suo posto, si alleò con Danzo e distrusse la prima Organizzazione Alba; in seguito, dopo aver preso il soprannome di Pain, Nagato uccise Hanzo, i suoi familiari e tutti coloro che avevano avuto relazioni con lui, facendo terra bruciata della fazione opposta e prendendo possesso del villaggio. Viene resuscitato tramite la Tecnica della Resurrezione di Kabuto durante la Quarta guerra ninja affrontando nuovamente Mifune, da cui viene sconfitto. Ribellatosi al controllo di Kabuto, si pugnala nel suo punto debole in modo da paralizzarsi e consentire ai ninja della divisione di sigillarlo. Tornerà nell'aldilà dopo che la tecnica verrà annullata da Kabuto sotto l'illusione di Itachi Uchiha.

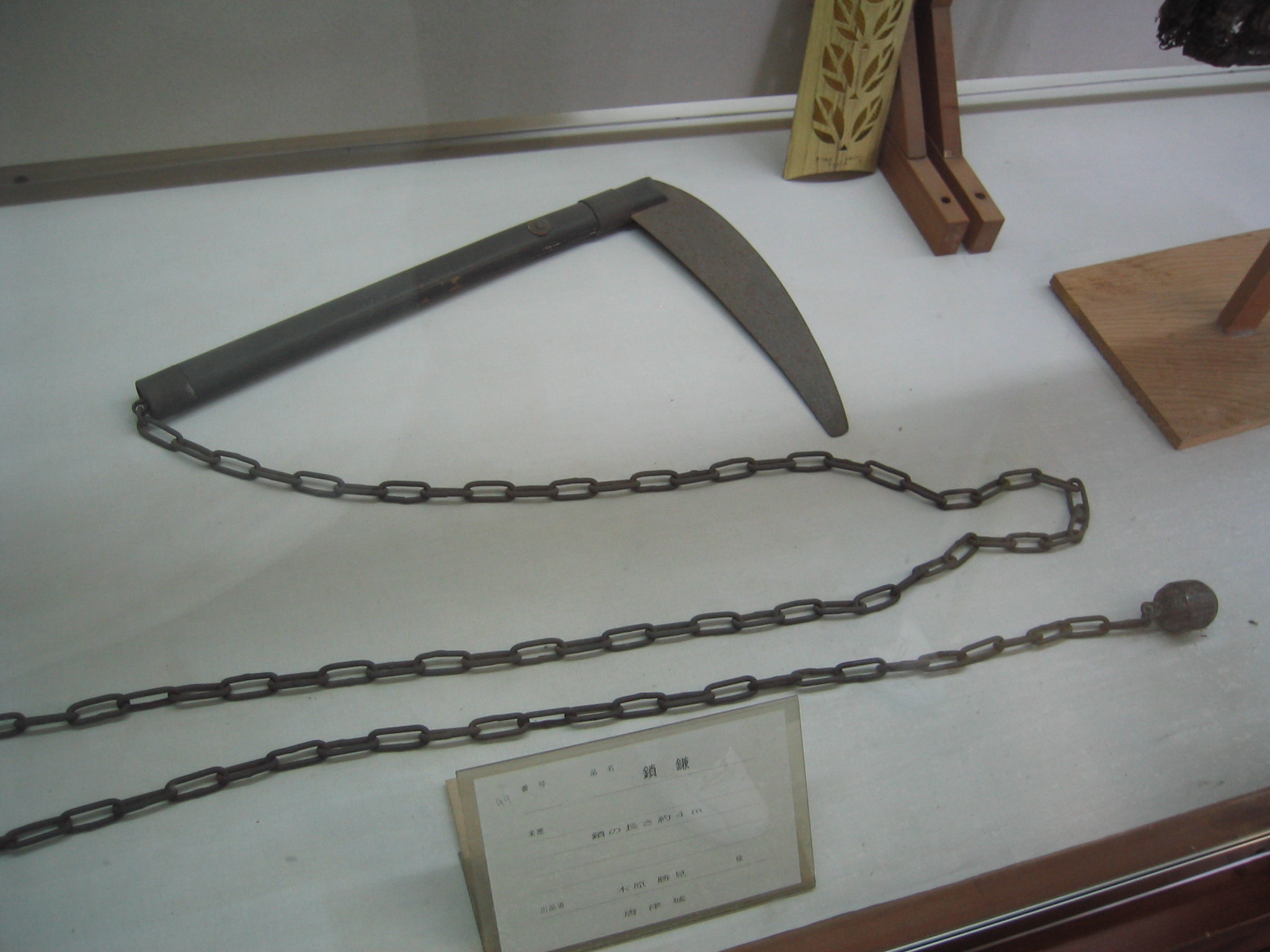
Una kusarigama, l'arma utilizzata in battaglia da Hanzo

Hanzo era ritenuto uno dei ninja più forti del Villaggio della Pioggia, essendosi dimostrato capace di tenere testa ai tre ninja leggendari contemporaneamente, e la sua arma segreta è il veleno mortale che riesce a produrre dalla bocca per mezzo della sacca di veleno impiantata nel suo corpo. Il suo veleno è in grado di paralizzare istantaneamente il suo avversario e di ucciderlo dopo due giorni; anche se vi è immune, Hanzo non può comunque permettersi di essere ferito al ventre, poiché l'alta concentrazione del veleno che uscirebbe dalla ferita lo paralizzerebbe e darebbe la possibilità al nemico di ferirlo. Il veleno, inoltre, per formarsi impiega cinque minuti prima di essere poi espulso sotto forma di arma. Hanzo è specializzato nell'utilizzo di salamandre in battaglia: la più utilizzata è Ibuse (イブセ?), una gigantesca salamandra capace di rilasciare un veleno che intorpidisce il corpo dei nemici. Hanzo è anche esperto nell'utilizzo di armi: infatti possiede una Kusarigama ricoperta di veleno. È doppiato da Ikuya Sawaki e Claudio Lobbia e Andrea Lavagnino (ep. 347-348).

### Yahiko
Yahiko (弥彦?) è un orfano del Villaggio della Pioggia e fondatore dell'Organizzazione Alba. È molto affezionato al suo villaggio e il suo sogno è fermare la pioggia senza fine che imperversa sul suo villaggio, assicurare un futuro migliore ai suoi abitanti e fermare le guerre che si scatenano nel mondo. Assieme a Nagato e Konan rimase orfano da bambino e divenne allievo di Jiraiya. Dopo la partenza del Sannin i tre fondarono l'Organizzazione Alba, di cui Yahiko prese le redini allo scopo di porre fine alle guerre che dilaniavano il paese. Hanzo, temendo che volesse prendere il suo posto, gli tese un'imboscata con l'aiuto di Danzo Shimura e degli Anbu di Konoha e Yahiko, per salvare Konan, rapita dal leader del Villaggio della Pioggia, si uccise; prima di morire disse all'amico Nagato che lui diverrà il "messia". Dopo la sua morte Nagato userà il suo corpo come Regno Divino (天道?, Tendō) dei Sei Sentieri di Pain.
Yahiko aveva un'affinità con l'elemento acqua e anche il Regno Divino sembra averla conservata, infatti è in grado di controllare la pioggia col suo stato d'animo. È doppiato in giapponese da Ken'yū Horiuchi e Wataru Hatano da bambino e in italiano da Davide Albano.

## Villaggio del Suono

### Zaku Abumi
Zaku Abumi (アブミ ザク?, Abumi Zaku) era un ninja di rango genin del Villaggio del Suono, membro del Team inviato da Orochimaru a Konoha in occasione degli esami di selezione dei Chūnin nel Villaggio della Foglia. Indossava una camicia beige su cui è ricamato il kanji morte (死?) e una sciarpa intorno al collo. Era molto arrogante e sicuro dei suoi poteri, ritenendo che nessuno degli altri partecipanti agli esami potesse batterlo.
Zaku è un orfano senzatetto costretto a rubare per sopravvivere fin quando Orochimaru non lo prese sotto la sua protezione. Insieme ai suoi compagni di squadra, Dosu e Kin, partecipa agli esami di selezione dei Chūnin per uccidere Sasuke Uchiha. Tuttavia, durante la missione, Zaku viene sconfitto dallo stesso Sasuke che, in preda al potere del Segno maledetto, gli rompe entrambe le braccia e lo costringe alla ritirata. In seguito, durante lo scontro con Shino Aburame, Zaku supera il dolore della ferita alla spalla e riesce a usare il braccio per difendersi dall'avversario. Tuttavia le braccia gli vengono tranciate dal contrattacco di Shino. Viene poi utilizzato come sacrificio da Orochimaru per la Tecnica della Resurrezione.
È stato fisicamente modificato con migliorie artificiali per aumentare le proprie capacità: all'interno delle sue braccia sono stati inseriti tubi cavi riempiti di aria che gli permettono di lanciare combinazioni di aria pressurizzata, chakra e onde sonore. Può utilizzare l'Onda Tagliente (斬空波?, Zankūha), ovvero una tecnica che può produrre onde supersoniche o variare la pressione atmosferica, arrivando a spaccare persino una roccia. Inoltre è una tecnica che congiunge l'attacco alla difesa, essendo anche in grado di respingere armi da lancio o avversari. Immettendo dell'aria nel terreno, lo può gonfiare fino a renderlo un morbido cuscino utile per attutire rovinose cadute. È doppiato da Keijin Okuda e Luca Semeraro.

### Dosu Kinuta
Dosu Kinuta (キヌタ ドス?, Kinuta Dosu) era un genin del Villaggio del Suono e partecipò all'esame di selezione dei Chūnin a Konoha insieme ai suoi compagni di squadra Zaku Abumi e Kin Tsuchi. Dosu era una persona gelosa e tentò di uccidere Sasuke dopo essersi reso conto che le vere intenzioni di Orochimaru non erano quelle che gli erano state comunicate. Sembra essere molto leale nei confronti di Zaku e viceversa; dopo che Zaku fu sconfitto da Shino Aburame perdendo entrambe le braccia, Dosu gli promise che l'avrebbe vendicato. Dosu e Zaku non hanno una grande simpatia per Kin soprattutto dopo essere stata posseduta da Ino Yamanaka e sconfitta da Shikamaru Nara, e cercano persino di attaccarla una volta, dicendo che sarebbero disposti a uccidere un loro compagno di squadra se dovessero.
Durante l'apparizione di Kabuto, Dosu attaccò quest'ultimo per dimostrare la sua forza, riuscendolo a ferire con il suo amplificatore e ferendolo all'orecchio. Durante la seconda prova d'esame cercò di uccidere Sasuke Uchiha, ma il ninja venne protetto da Sakura, Rock Lee, il Team 10. Fu poi sconfitto dallo stesso Sasuke, svegliatosi a causa della possessione del Sigillo Maledetto. Negli scontri preliminari della seconda prova, Dosu sconfisse rapidamente Choji, ma dopo questo, per dimostrare le proprie capacità ad Orochimaru, cercò di uccidere Gaara in modo da combattere direttamente contro Sasuke nella terza prova. Non rendendosi conto del potere di quest'ultimo, viene ucciso da un attacco rapido di Gaara, senza la possibilità di reagire.
Dosu era dotato di uno speciale dispositivo, posizionato sul suo avambraccio destro, in grado di amplificare le onde sonore facendo aumentare notevolmente la potenza dei suoi attacchi, andando ad influire sull'equilibrio e la resistenza dell'avversario danneggiandogli il timpano oppure condensando il suono in un'unica onda che può successivamente scagliare contro l'avversario per danneggiarlo dalla forza causata dalla pressione del suono, ma è anche utile per distruggere ostacoli di grandi dimensioni come tronchi e massa. Chi subisce l'attacco, anche se non riporta esternamente delle ferite, perde l'equilibrio, tanto da non riuscire nemmeno a reggersi in piedi. È doppiato da Daisuke Egawa, Daniele Demma e Alessandro Campaiola in Naruto Shippuden (ep. 308).

### Kin Tsuchi
Kin Tsuchi (ツチ キン?, Tsuchi Kin) era una genin del Villaggio del Suono e partecipò agli esami di selezione dei Chūnin al Villaggio della Foglia insieme ai suoi compagni di squadra Zaku Abumi e Dosu Kinuta. Insieme a Zaku e Dosu, tentò di uccidere Sasuke durante la seconda prova dell'esame, fallendo. Negli scontri preliminari della terza prova dell'esame Chūnin si dovette confrontare con Shikamaru Nara, che la sconfisse con l'uso della Tecnica del controllo dell'ombra. Kin muore quando Orochimaru la usa come sacrificio per la Tecnica della Resurrezione Impura. È doppiata da Akiko Koike e Rosa Leo Servidio.

### Yoroi Akado
Yoroi Akado (赤胴 ヨロイ?, Akado Yoroi) è un ninja di rango genin al servizio di Orochimaru e membro del team di Kabuto Yakushi. Dopo aver superato la prima e la seconda prova dell'esame, si ritrova a confrontarsi contro Sasuke durante i preliminari della terza prova, perdendo lo scontro. Riappare in seguito, insieme a Misumi, al servizio di Amachi nella saga filler del Paese del Mare. Si scontra prima con Naruto, riuscendo a sconfiggerlo grazie alla sua abilità, e poi con Shino, da cui viene sconfitto. Yoroi possiede l'abilità di assorbire il chakra dell'avversario con il solo contatto fisico usando soltanto il palmo della mano. È doppiato in giapponese da Takuya Kirimoto (esami chūnin) e Anri Katsu (Paese del Mare) e in italiano da Alberto Sette.

### Misumi Tsurugi
Misumi Tsurugi (剣 ミスミ?, Tsurugi Misumi) fa parte del team del Villaggio del Suono che partecipa agli esami di selezione dei Chūnin come Team del Villaggio della Foglia insieme ai suoi compagni di squadra Kabuto Yakushi e Yoroi Akado. Partecipa agli esami di selezione dei Chūnin, affrontando Kankuro nei preliminari della terza prova, da cui verrà sconfitto. Riappare in seguito come alleato di Isaribi insieme a Yoroi Akado nella saga filler del Paese del Mare. Misumi possiede una speciale abilità che gli permette di ignorare i limiti posti dalle articolazioni e controllare a piacimento il proprio corpo. In combattimento è utile per immobilizzare l'avversario usando gli arti snodabili, per poi stritolarlo. È doppiato da Kunihiro Kawamoto e Alberto Sette.

### Guren
Guren (紅蓮?) è una donna sadica e senza pietà ed è una dei seguaci più fedeli ad Orochimaru. Compare solo nell'anime. Guren, fin da bambina, ha sempre nutrito un'ammirazione smisurata per Orochimaru obbedendo ad ogni suo ordine senza proteste fino ad uccidere una donna che poco prima le aveva salvato la vita. Quando Kabuto propone ad Orochimaru di utilizzare la tecnica di reincarnazione su un nuovo corpo, Guren arriva troppo tardi per diventare il nuovo contenitore del suo maestro e scopre che la sua prossima scelta è Sasuke Uchiha. Viene poi ingaggiata da Orochimaru per scortare Yukimaru in un lago in cui vive il Demone a Tre code, in modo tale che il ragazzo possa controllarlo. Se la missione avrà successo, Orochimaru promette a Guren di prenderla in considerazione come nuovo contenitore al posto di Sasuke. Durante la missione, Guren inizia ad affezionarsi al ragazzo, ma allo stesso tempo è costretta a combattere contro i ninja della Foglia che, come Orochimaru, vogliono catturare il Demone a Tre code, decidendo di proteggere Yukimaru da Orochimaru, in quanto quest'ultimo vuole solo utilizzare il ragazzo per i suoi scopi. Durante lo scontro finale, Guren decide di sacrificarsi pur di proteggere Yūkimaru, imprigionandosi insieme al suo avversario Rinji utilizzando la sua abilità innata. In seguito viene liberata da Gozu e, insieme a quest'ultimo e Yukimaru, decide di cominciare una nuova vita lontana da Orochimaru.
Guren è in possesso di una abilità innata, l'Arte del Cristallo, che ha la capacità di cristallizzare qualsiasi cosa intorno a lei ad eccezione del chakra puro, dell'ossigeno e del fuoco. Inoltre, Guren ha dimostrato di essere capace di modellare il cristallo a suo piacimento, usandolo sia per intrappolare il suo avversario sia per creare armi ed armature. È doppiata da Eri Miyajima e Patrizia Salmoiraghi.

### Suigetsu Hozuki
Suigetsu Hozuki (鬼灯 水月?, Hozuki Suigetsu) è un ex cavia di Orochimaru e membro del Team Falco. Suigetsu è un uomo alto, magro, coi capelli lisci di colore bianco con sfumature blu, occhi viola e dei denti simili a quelli di uno squalo. Solitamente, Suigetsu indossa una maglietta viola senza maniche, dei pantaloni grigi e una cintura del medesimo colore. Porta con sé anche la Mannaia Decapitatrice che tiene dietro la schiena. Suigetsu si dimostra come un ragazzo piuttosto arrogante e spaccone e non va d'accordo né con Karin né con Jugo.

La Mannaia Decapitatrice

Nacque nel Villaggio della Nebbia e, insieme a suo fratello Mangetsu, desiderava diventare membro dei sette Spadaccini della Nebbia. In breve tempo divenne uno dei ninja più promettenti del Villaggio della Nebbia, tanto da essere considerato il successore di Zabuza Momochi. Dopo la morte del fratello Mangetsu e lo scioglimento del gruppo dei sette spadaccini, Suigetsu decise di recuperare tutte le spade appartenute al gruppo per poi ricostruirlo e assumerne il ruolo di capo. Fu catturato da Orochimaru, il quale lo sottopose a molti esperimenti con l'obbiettivo di studiare l'abilità innata del clan Hozuki. Suigetsu viene liberato da Sasuke dopo la morte di Orochimaru ed entra a far parte del Team Falco fondato dall'Uchiha riuscendo a recuperare Mannaia decapitatrice. In seguito si unisce all'Organizzazione Alba insieme al resto del Team Falco, col quale affronta Killer Bee, riuscendo a catturarlo. Si recherà insieme al Team Falco nel paese del Ferro allo scopo di uccidere Danzo ma verrà catturato finché non riesce ad evadere e recarsi al Villaggio della Foglia insieme a Sasuke e Orochimaru. In seguito andrà sul campo di battaglia della quarta grande guerra ninja, aiutando Orochimaru a salvare i Kage insieme a Karin.
Suigetsu appartiene al clan Hozuki e, per questo, ha il potere di fondersi con l'acqua e manovrarla a suo piacimento. È molto dotato nel combattimento corpo a corpo e nell'utilizzo delle spade. Inoltre è in grado di usare la Tecnica della Pistola acquatica, che consente di sparare dall'indice un vero e proprio proiettile acquatico capace di perforare senza fatica un corpo umano. È doppiato da Takashi Kondō e Ruggero Andreozzi.

### Karin
Karin (香燐?) è una ninja traditrice del Villaggio dell'Erba, originaria del Clan Uzumaki. È una ragazza dal carattere forte e autoritario. Ha una forte infatuazione per Sasuke Uchiha e non lo nasconde, mentre non va d'accordo né con Suigetsu, con cui bisticcia di continuo, né con Jugo.
Karin apparteneva al Villaggio dell'Erba e partecipò agli esami di selezioni dei Chūnin nel Villaggio della Foglia durante i quali fu salvata da Sasuke da un orso gigante nella Foresta della Morte. Dopo la distruzione del suo villaggio, Karin si unì ad Orochimaru diventando la guardiana del nascondiglio Sud. In seguito, dopo la morte di Orochimaru, Karin viene arruolata da Sasuke Uchiha nel Team Serpe. Dopo la morte di Itachi, Karin entra a far parte dell'Organizzazione Alba che gli assegna la cattura di Killer Bee insieme al resto del Team Falco, uscendo vittoriosa dallo scontro. In seguito, accompagna Sasuke al summit dei Kage nel Paese del Ferro per uccidere Danzo Shimura; qui Karin cerca di individuare più velocemente possibile la posizione di Danzo, ma viene ostacolata da Fuu. In seguito viene messa in salvo da Tobi, che la porta da Danzo dopo averle fatto curare Sasuke, stremato dopo lo scontro con quattro Kage. Durante lo scontro tra Sasuke e il leader della Radice, Karin viene presa in ostaggio da Danzo stesso e colpita volontariamente da un Mille Falchi di Sasuke, utilizzato per mettere definitivamente ko il reggente Sesto Hokage. Karin viene poi salvata da Sakura e portata al Villaggio della Foglia, dove viene rinchiusa e interrogata. Dopo essere fuggita, si recherà poi sul campo di battaglia per supportare Sasuke e Orochimaru. Alcuni anni dopo la fine della guerra, Karin ha ricominciato a lavorare per Orochimaru e ha assistito Sakura nel parto della figlia concepita con Sasuke, e come segno di gratitudine le fu regalato il cordone ombelicale della neonata Sarada Uchiha, che custodisce gelosamente nel suo cassetto della scrivania.
Karin è capace di percepire il chakra delle persone a una distanza eccezionalmente ampia, sa valutarne la forza e la quantità determinando quanto sia pericoloso il nemico e, se conosce le persone, è in grado di distinguere facilmente a chi il chakra appartenga. Il suo chakra ha inoltre proprietà mediche: chiunque riesca ad assorbirlo può curare le proprie ferite. È inoltre capace di determinare se una persona dica o no la verità tramite l'analisi del flusso del chakra. Durante la Quarta Grande Guerra Ninja, quando Karin percepisce Sasuke in fin di vita, risveglia il suo vero potere evocando delle catene di chakra simili a quelle di Kushina Uzumaki. È doppiata da Kanako Tojo, Toa Yukinari (ep.485+) e Claudia Penoni.

### Jugo
Jugo (重吾?, Jūgo) è un ninja reclutato da Orochimaru nel Villaggio del Suono, oltre che membro del Team Falco. Jugo è un ragazzo alto, muscoloso con capelli arancioni appuntiti. I suoi occhi sono di colore rosso-arancio. Egli possiede dei pantaloni neri e indossa un mantello avvolto attorno a sé perché la sua misura sproporzionata gli è difficile trovare vestiti della sua misura. Jugo è dotato di una doppia personalità: mentre la prima è calma e pacifica, la seconda è completamente dominata dall'ira ed è quella che prende sempre il sopravvento.
Incontrò Kimimaro, un servitore di Orochimaru, con cui nacque un rapporto d'amicizia. Dopo la morte di Kimimaro, Jugo si rifugiò nel Nascondiglio del Nord per placare la sua sete di sangue. Viene in seguito liberato da Sasuke che lo recluta nel Team Serpe. Insieme al Team Falco, si scontra con Killer Bee, riuscendo a catturarlo. In seguito, accompagna Sasuke all'assemblea dei Kage nel Paese del Ferro per uccidere Danzo, dove viene catturato. Durante la quarta grande guerra ninja, Jugo riesce a liberarsi dalla prigione nel Paese del Ferro e si reca insieme a Suigetsu da Sasuke e Orochimaru. Dopo che Orochimaru resuscita i precedenti Hokage, si dirige sul campo di battaglia insieme a Sasuke, aiutandolo nello scontro con Obito.
Jugo è il primo guerriero in possesso del Segno maledetto, nato da un suo speciale enzima. Jugo dimostra di avere un controllo assoluto sul segno e di trasformarsi sia parzialmente che completamente, modificando anche la struttura del proprio corpo. Jugo è in grado di parlare con gli animali e in particolar modo con gli uccelli, abilità spesso usata per raccogliere informazioni. Un'altra abilità speciale di Jugo è quella di donare carne ad altri esseri umani in maniera tale da curare ferite anche gravi. Inoltre è anche in grado di assorbire carne da altri esseri umani per rigenerare o guarire parti del corpo in pessime condizioni. Kabuto rivela che le sue abilità derivano dal suo clan, che possiede la capacità di assorbire l'energia naturale, ma non essendo capaci di controllarla finiscono con l'impazzire e trasformarsi in mostri assetati di sangue. È doppiato da Shuhei Sakaguchi in giapponese, da Andrea Bolognini e Paolo Vivio (ep.326-348) in italiano.

## Altri personaggi

### Kaguya Otsutsuki
Kaguya Otsutsuki (大筒木かぐや?, Ōtsutsuki Kaguya), anche nota come la Dea Coniglio (卯の女神?, Usagi no Megami), era un membro del Clan Otsutsuki, proveniente da una dimensione sconosciuta, la progenitrice del mondo ninja, in quanto colei che per prima portò il chakra sulla terra, e diretta antenata di diversi suoi clan in quanto madre dei primi due umani nati con esso, i gemelli Hagoromo e Hamura Otsutsuki. Ha la pelle bianca, il Byakugan in entrambi gli occhi, un terzo occhio sulla fronte in possesso del Rinnesharingan, sopracciglia rotonde e capelli lunghi fino alle caviglie color bianco azzurro, con la riga a zigzag. Possiede anche due corni vagamente simili a orecchie di coniglio e indossa una lunga veste decorata coi simboli del suo clan.
Arrivata sulla Terra molti secoli prima dell'inizio della serie per piantare e coltivare l'Albero Divino del chakra, decise di porre fine alle guerre mangiando il frutto dell'Albero, acquisendo l'immortalità e abbastanza potere da sottomettere il mondo alla sua volontà tramite il primo Tsukuyomi infinito (le cui vittime avrebbero poi formato l'armata degli Zetsu Bianchi). L'aver mangiato il frutto però fece anche sì che i suoi figli gemelli, nati poco dopo, si rivelassero essere i primi due essere umani nati col chakra, cosa di cui Kaguya divenne presto gelosa, desiderando esserne l'unica in possesso. Il desiderio di potere e il suo governo dispotico alla fine la misero contro i suoi stessi figli, portandola a fondersi con l'Albero e trasformandosi nel Decacoda. Il figlio di Kaguya, Hagoromo, aiutato dal fratello Hamura, riuscì a sconfiggerla e a sigillarla nel suo corpo, diventando la prima forza portante. Poco prima di morire, l'Eremita decise di dividere il chakra del demone in nove parti e, tramite una tecnica conosciuta come "Izanagi perfetto" dello Yin-Yang fece nascere i corpi dei nove cercoteri in cui infuse tutto il chakra di sua madre. Infine sigillò il corpo senz'anima del Decacoda con il Chibaku Tensei, intrappolandolo in un'enorme massa di rocce, che sarà poi conosciuta come la Luna. La sua volontà continuò però a vivere nello Zetsu Nero, da lei creato, e tramite lui si rivela essere la vera marionettista dietro tutti gli eventi della serie, pur comparendo solo nell'arco finale: infatti, ha manipolato ogni personaggio ed evento affinché portasse allo scoppio della Quarta Grande Guerra Ninja e alla resurrezione di Madara Uchiha, del cui corpo s'impossessa per rompere il sigillo e tornare nel mondo umano. Viene però sconfitta e sigillata nuovamente da Naruto Uzumaki e Sasuke Uchiha, discendenti di suo figlio Hagoromo, con l'aiuto di Sakura Haruno e Kakashi Hatake.
Il suo background viene espanso nella serie sequel/spin-off Boruto: Naruto Next Generations, dove viene rivelato che era venuta sulla Terra insieme ad un partner, Isshiki, e che il loro piano originale prevedeva che fosse sacrificata all'Albero Divino per potenziare il frutto che Isshiki avrebbe mangiato per poter dominare il pianeta (in seguito sarebbe dovuta essere rianimata in un corpo nuovo), ma che invece, desiderando il potere per sé, lo tradì, lasciandolo quasi morto.
È considerata il personaggio più forte apparso nella serie, l'unica i cui poteri vengano classificati come Abilità Completa: è dotata di una serie di abilità superiori a quelle di qualunque shinobi, fra cui, tra le altre, il controllo spazio-temporale, il viaggio dimensionale, una riserva di chakra illimitata, capacità di usare tutte le alterazioni del chakra esistenti e tutte e tre le arti oculari principali (Byakugan, Sharingan e Rinnegan, fusi nel Rinnesharingan). È doppiata da Mami Koyama e in italiano da Federica Simonelli.

### Hagoromo Otsutsuki
Hagoromo Otsutsuki (大筒木ハゴロモ?, Ōtsutsuki Hagoromo), chiamato anche L'Eremita delle Sei Vie della Trasmigrazione (六道仙人?, Rikudō Sennin), è stato il capostipite di tutti i ninja e il più potente mai esistito, oltre che la prima forza portante del Demone Decacoda. Egli avrebbe creato tutte le arti ninja conosciute. Ha la pelle bianca e i capelli castani, sulla testa ha due protuberanze simili a delle corna, ereditate dalla madre. Indossa un kimono lucente che arriva fino ai piedi, con un disegno sulla parte alta del vestito che rappresenta sei Tomoe nere abbinate ai pantaloni neri. Nel mondo di Naruto è una figura mitica, la cui esistenza passata è considerata solo una leggenda.

Il Rinnegan

Figlio della principessa Kaguya Otsutsuki, lui ed il fratello gemello Hamura furono i primi esseri umani nati con il chakra. Secoli prima dell'inizio della storia, i due affrontarono la madre, ormai impazzita per il troppo potere, in battaglia per poi sigillarla. Dopo essere diventato la forza portante del Decacoda, Hagoromo distribuì il chakra a tutte le creature della terra, istruendole attraverso il Ninshu. Hagoromo ebbe poi due figli: Indra e Ashura. Il maggiore, Indra, ereditò gli occhi del padre, ed era convinto che per ottenere la pace fosse necessaria la forza; il minore, Ashura, invece, credeva che per avere la pace fosse necessario l'amore e la cooperazione. Poco prima di morire, l'Eremita divise il chakra della Bestia Decacoda in nove parti, conosciute come gli attuali nove cercoteri, e sigillò il suo corpo con il Chibaku Tensei, intrappolandolo in un'enorme massa di rocce, che sarà poi conosciuta come la Luna e scelse Ashura come suo successore, incaricandolo di portare la pace nel mondo col chakra. Questa decisione portò però conflitti tra i due figli, i cui discendenti (gli Uchiha e i Senju) hanno continuato a rivaleggiare per secoli.
Durante la quarta grande guerra ninja, lo spirito di Hagoromo compare in sogno a Naruto e Sasuke, donando loro parte dei suoi poteri ed affidando loro la missione di fermare Madara. In seguito, dopo l'attivazione dello Tsukuyomi Infinito e la rinascita di Kaguya, si manifesta ai quattro precedenti Hokage da quello che resta del corpo di Madara, e insieme a loro e agli spiriti dei precedenti kage richiamerà dalla dimensione di Kaguya il Team 7 e i cercoteri alla fine della battaglia contro quest'ultima. Subito dopo l'inizio dello scontro fra Naruto e Sasuke, tornerà nell'aldilà insieme agli spiriti dei kage.
Era in possesso del Rinnegan e capace di utilizzare il chakra in tutte le sue varianti, dando vita a tutte le tecniche esistenti, tra le quali la tecnica migliore di Pain, il Chibaku Tensei, che lo stesso Nagato definisce imparagonabile in confronto alla sua, poiché quella dell'Eremita era molto più potente e con un raggio d'azione molto più ampio. Possedeva un Izanagi perfetto, dovuto alla combinazione di chakra Yin e Yang, grazie al quale riuscì a creare i cercoteri in cui infuse il chakra del Decacoda. Inoltre è stato il creatore dei cinque tesori. In quanto Forza Portante del Decacoda, possedeva inoltre un'enorme quantità di chakra e poteva utilizzare le Gudodama, ammassi di chakra che derivano dalla fusione dei cinque elementi base (Fuoco, Vento, Fulmine, Terra, Acqua) più il chakra Yin e Yang. È doppiato da Tōru Nakane e in italiano da Oliviero Dinelli (ep. 329), Oliviero Corbetta (ep. 420+) e Davide Farronato (da giovane).

### Izuna Uchiha

Lo Sharingan Ipnotico di Izuna Uchiha

Izuna Uchiha (うちは イズナ?, Uchiha Izuna) è un membro del clan Uchiha e fratello minore di Madara Uchiha. Insieme a quest'ultimo, Izuna è stato il primo ninja a sviluppare lo Sharingan ipnotico. Izuna fu uno dei cinque figli di Tajima Uchiha e affrontò numerose volte in combattimento i membri del clan Senju. Divenuto adulto, Izuna fu il primo tra gli Uchiha, assieme a suo fratello, a sviluppare lo Sharingan ipnotico, dopo la morte di una persona a lui cara. Con il passare del tempo, grazie a questa sua abilità oculare, riuscì ad accrescere fama e influenza del clan e continuò a combattere al fianco del fratello, tanto che vennero nominati capi del clan anche se, rispetto al fratello maggiore, Izuna ebbe una posizione subordinata. Morì in uno scontro con Tobirama Senju, donando in punto di morte gli occhi al fratello.

### Daimyo del Paese del Fuoco
Il Daimyo del Paese del Fuoco (火の国大名?, Hi no Kuni Daimyō) è il governatore del Paese del Fuoco. È sposato con Madame Shinji, il cui gattino sperduto verrà ritrovato prima dal Team di Naruto ed alcuni anni dopo da quello di Konohamaru. Ha dimostrato più volte di avere una certa preferenza per Jiraiya come Hokage. Dopo l'attacco di Pain è costretto a decidere il nuovo Hokage che sostituirà Tsunade. In questa occasione, nonostante inizialmente sia in favore di Kakashi come nuovo Hokage, decide di dare fiducia a Danzo Shimura, nominandolo Sesto Hokage. Riappare mentre si appresta a nominare Kakashi come Hokage, venendo fermato in quanto Tsunade si risveglia dal coma. Successivamente, insieme agli altri daimyo, decide di approvare l'alleanza shinobi. Durante la guerra lui e gli altri daimyo vengono messi sotto sorveglianza da una squadra guidata da Mei Terumi in caso di rampimento da parte dell'Organizzazione Alba. È doppiato da Yoshiyuki Kaneko.

### Fuu
Fuu (フウ?, Fū) era una ninja del Villaggio della Cascata ed è stata la forza portante dell'Insetto a Sette Code Chomei. Fuu indossava una clip nei suoi capelli verdi e aveva gli occhi arancioni. Il suo equipaggiamento ninja consisteva in un top con bracciali bianchi e la caratteristica gonna bassa che le metteva in mostra il basso ventre. Si portava sempre in spalla un oggetto cilindrico rosso. Viene uccisa quando le viene estratto il demone da parte dell'Organizzazione Alba. Viene resuscitata da Kabuto per la quarta grande guerra ninja, scontrandosi con Naruto e Killer Bee. Torna nell'aldilà dopo che la Tecnica della Resurrezione verrà annullata dallo stesso Kabuto. Ha la capacità di espellere dalla bocca della polvere luminosa in grado di accecare l'avversario. È doppiata da Ryōko Shiraishi e in italiano da Elena Cavalli Carbone.

### Mifune
Mifune (ミフネ?) è il generale dei samurai del Paese del Ferro, oltre che moderatore del summit dei Kage. Indossa sempre un turbante che nasconde una ferita infertagli da Hanzo quando era giovane. Mifune è un uomo calmo, intelligente, umile e riflessivo i cui ideali si basano fortemente sul concetto di armonia.
In passato si scontrò in combattimento con Hanzo delle Salamanadre, da cui venne sconfitto, ma risparmiato, dal momento che Hanzo fu molto colpito dagli ideali del samurai. Mifune ha l'incarico di moderare il summit dei Kage e di decidere il capo della Grande Alleanza tra le cinque grandi nazioni, venendo però soggiogato dallo Sharingan di Danzo, il quale ha intenzione di prendere il comando dell'alleanza, ma l'imbroglio viene scoperto e fermato da Ao. Dopo lo scioglimento dalla tecnica illusoria di Danzo, Mifune nomina il Raikage capo della grande alleanza e si allea con i paesi ninja per fermare l'Organizzazione Alba. Successivamente viene quindi decisa un'alleanza tra le cinque grandi nazioni ed i samurai del Paese del Ferro, per cui viene creato un unico grande esercito comune e gli viene assegnato il rango di comandante della quinta divisione. Durante la guerra, Mifune interviene in aiuto della squadra d'assalto comandata da Kankuro ed affronta Hanzo la Salamandra, uscendo stavolta vincitore dallo scontro. Infine si recherà sul campo di battaglia principale assieme al resto dell'alleanza ninja in aiuto di Kakashi, Gai, Naruto e Killer Bee che si trovano a fronteggiare Madara e Obito.
Mifune è un fortissimo spadaccino, possessore della spada chiamata Kurosawa. È conosciuto soprattutto per essere un abilissimo maestro nell'arte marziale giapponese conosciuta con il nome di iaidō, la tecnica di estrazione della spada, che gli offre una velocità impressionante, tanto da anticipare il nemico nel componimento dei sigilli e non permettergli di utilizzare una qualsiasi tecnica che necessiti la loro composizione. Questo è il motivo per cui si dice che su di lui le arti magiche non funzionino. Oltre a questo è in grado di trasmettere il chakra sulla sua spada ed è immune ai veleni. È doppiato da Katsumi Chō e Giovanni Battezzato.

### Indra Otsutsuki
Indra Otsutsuki (大筒木インドラ?, Ōtsutsuki Indora) era il figlio maggiore di Hagoromo Otsutsuki, nonché il più talentuoso dei suoi due figli. La sua storia viene raccontata da Tobi a Naruto nel Paese del Ferro e successivamente da Hagoromo a Naruto e Sasuke. Era convinto che per mantenere la pace nel mondo fosse necessario usare la forza, motivo per il quale il padre scelse come suo successore il fratello Ashura. Questo darà vita ad una guerra tra i due fratelli che si protrarrà per secoli anche dopo la loro morte tra i loro discendenti. In realtà Indra fu manipolato dallo Zetsu nero, desideroso di risvegliare la madre Kaguya, che lo spinse a cercare di ottenere lo stesso potere di suo padre. Da Indra discende il Clan Uchiha e Madara ne fu la reincarnazione precedente a Sasuke.

Lo Sharingan Ipnotico di Indra Otsutsuki

Indra è un ragazzo alto con i capelli castano scuro e lunghi, con due ciuffi legati da un nastro ai lati della faccia. Gli occhi sono sottili e contornati da una linea blu. Indossa un kimono simile a quello di Hagoromo, bianco, con il collo alto e una serie di tomoe neri attorno a quest'ultimo. Indra è in grado di utilizzare lo Sharingan e la sua evoluzione, lo Sharingan Ipnotico, grazie al quale può usare il Susanoo. La sua arma è una katana che viene spesso mostrata legata alla sua schiena. È doppiato in giapponese da Takashi Kondō e Arisa Shida da bambino, in italiano da Dario Sansalone e da Andrea Aulitto da bambino.

### Ashura Otsutsuki
Ashura Otsutsuki (大筒木アシュラ?, Ōtsutsuki Ashura) era il figlio minore dell'Eremita delle Sei Vie e fratello di Indra Otsutsuki. L'aspetto è simile a quello di Naruto, con i capelli corti e castani, due ciuffi legati da nastri ai lati della faccia e un carattere esuberante e amichevole. Alla fronte porta una fascia bianca e indossa un kimono simile a quello del padre, bianco, con collo alto, tomoe disegnati attorno a quest'ultimo.
Nel manga viene inizialmente citato da Tobi mentre parla con Naruto nel Paese del Ferro ed in seguito viene narrata la sua storia e quella di Indra da Hagoromo Otsutsuki a Naruto e Sasuke nelle loro menti, durante lo scontro con Madara Uchiha. In questo frangente è visto utilizzare un avatar simile alla forma assunta da Kurama quando viene richiamato da Naruto. Visse sempre all'ombra del fratello maggiore, molto più abile di lui fin da piccolo, ma in seguito, riponendo fiducia nei suoi compagni, migliorò e divenne un ninja molto potente. Il suo ideale, proprio per questo, era che per mantenere la pace nel mondo fosse necessario l'amore. Questo è il motivo che porterà Hagoromo a scegliere lui come suo successore, scatenando l'ira di Indra e la conseguente guerra che si protrarrà per secoli dopo la loro morte. Da Asura discende il Clan Senju e il Primo Hokage ne fu la reincarnazione precedente a Naruto. Come il fratello in combattimento fa ricorso ad una katana. È doppiato in giapponese da Ōki Sugiyama e Momoko Ōhara da bambino, in italiano da Matteo Garofalo e da Sebastiano Tamburrini da bambino.

### Hamura Otsutsuki
Hamura Otsutsuki (大筒木ハムラ?, Ōtsutsuki Hamura) era il figlio minore di Kaguya Otsutsuki e quindi fratello gemello minore di Hagoromo. Insieme al fratello, fu il primo essere umano ad essere nato in possesso del chakra. Nel manga viene detto di lui che aiutò il fratello nel sigillare il Decacoda grazie al Chibaku Tensei in quella che venne poi conosciuta come la Luna. Dopo averla sigillata Hamura deciderà di vegliarla nel luogo in cui era stata sigillata, ossia la Luna.
Nel film The Last: Naruto the Movie, ambientato prima dell'ultimo capitolo del manga, viene rivelato che Hamura fu il capostipite del Clan Hyuga e del Clan Ootsutsuki, come Hagoromo lo fu dei Senju e degli Uchiha. Prima di morire chiese al suo clan di distruggere la Terra facendovi schiantare la Luna qualora il ninshu creato da suo fratello avesse trasformato i terrestri in individui avidi e malvagi. L'antagonista principale del film, Toneri Ootsutsuki, metterà in atto questa richiesta, ma sarà sconfitto da Naruto Uzumaki.
La sua pelle è bianca, i capelli argentei e sulla testa ha due protuberanze simili a delle corna, ereditate dalla madre. Indossa un kimono lucente che arriva ai piedi, con un disegno sulla parte alta del vestito che rappresentava sei Tomoe nere abbinate a pantaloni neri. Una particolarità è l'assenza delle sopracciglia.
Hamura è in possesso del Byakugan, ereditato dalla madre, con la quale aveva una visione a 360 gradi, ad eccezione di un punto cieco, poteva vedere il chakra e i punti di fuga. Dal film si apprende poi fosse in grado di farlo evolvere nel Tenseigan e di poterne quindi sfruttare la modalità chakra. Possedeva inoltre il potere yin delle Sei Vie grazie al quale aveva, assieme al fratello, sigillato al Decacoda. È doppiato da Yoshimasa Hosoya e in italiano da Ivan Spada (da giovane).

### Shin Uchiha
Shin Uchiha (うちは シン?, Uchiha Shin) è il nemico principale della miniserie spin-off Naruto Gaiden: Il settimo hokage e la primavera scarlatta e si presenta come un uomo calvo con Sharingan piantati ovunque nel suo corpo. Il suo occhio destro ha le palpebre cucite, motivo per cui non può essere chiuso. Indossa un mantello dell'Organizzazione Alba, intenzionato a ricostruirla, e vuole vendicare l'onta del Clan Uchiha uccidendo Sasuke. Nonostante il nome lui non fa parte del clan ma è un esperimento di Orochimaru; il suo braccio destro è stato trapiantato a Danzo Shimura perché potesse usare la tecnica di Izanagi. Nel manga compare alla torre in cui si sono dati appuntamento Sasuke e Naruto con uno dei suoi cloni, intenzionato a rapire Sarada, la figlia di Sasuke, e dopo un breve combattimento ferisce entrambi, ma Sarada viene salvata dall'intervento di Sakura che mette fuori combattimento Shin, costretto, per mezzo di una creatura, a teletrasportarsi nel suo covo, dove sostituisce gli organi danneggiati con quelli di uno dei cloni. A questo punto intervengono Naruto, Sasuke, Sarada e Chocho per salvare Sakura, ma non combattono contro l'uomo perché i suoi cloni, moltiplicatisi, si ribellano e lo uccidono.

Lo Sharingan Ipnotico di Shin

Shin possiede svariati Sharingan, impiantati anche nei suoi cloni e in una strana creatura con un occhio solo, probabilmente un esperimento fallito. Inoltre può attivare lo Sharingan ipnotico, cosa che consente a lui e i suoi cloni di controllare a distanza le armi con la telecinesi dopo avervi impresso un marchio. La piccola creatura monocola è inoltre in grado di utilizzare una tecnica simile al Kamui.
Appare anche nella serie Boruto: Naruto Next Generations ed è doppiato da Nobuyuki Hiyama.